# 6. Arrondissement (Paris)

Logo der mairie des 6. Arrondissements

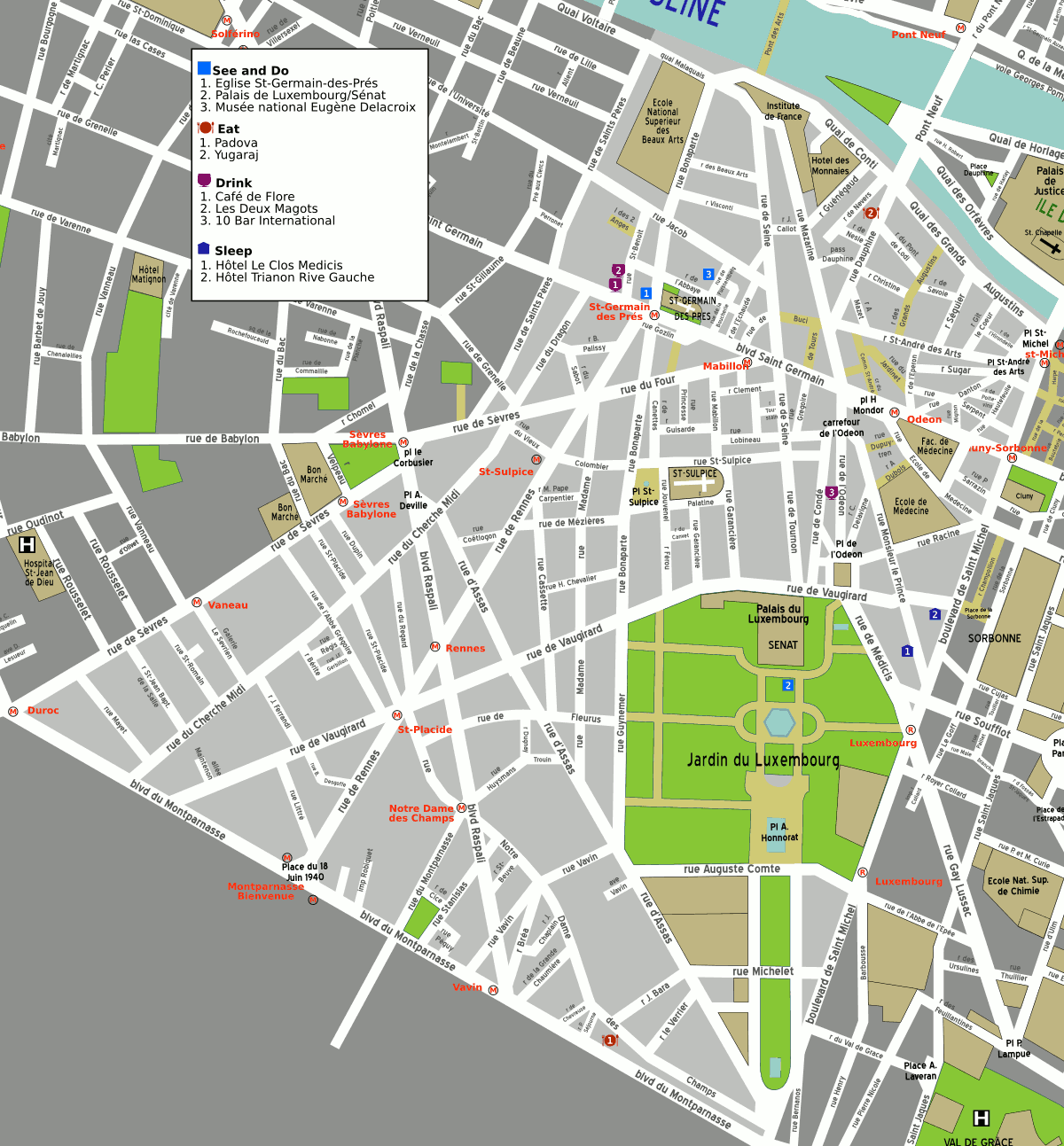
Karte des 6. Arrondissement

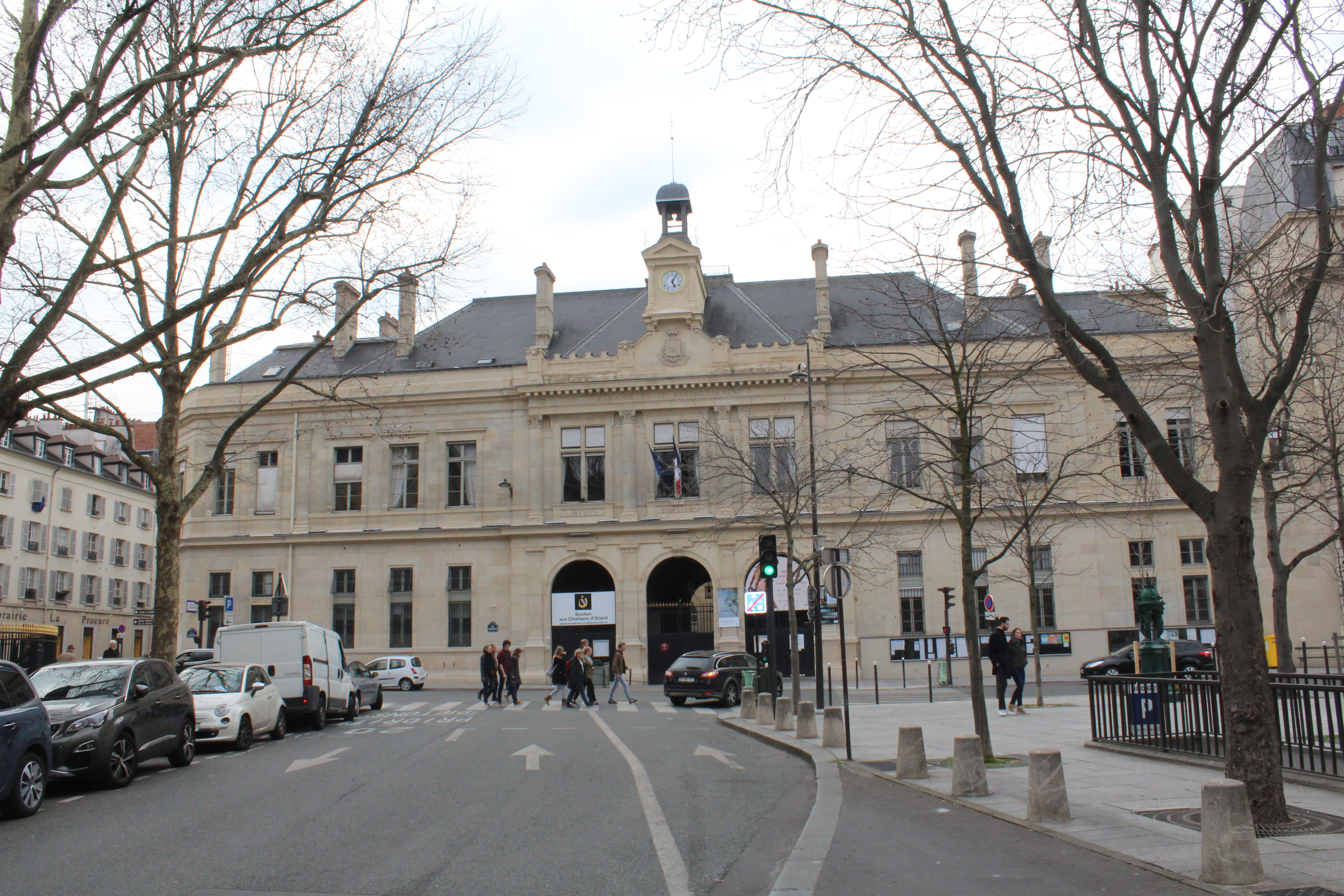
Rathaus des 6. Arrondissements

Die Stadtviertel im 6. Arrondissement

Das 6. Pariser Arrondissement, das Arrondissement du Luxembourg, findet seinen Ursprung bereits in der römischen Besiedlung des linken Seineufers (Rive Gauche). Die konzentrierte Ausdehnung nach Süden fand jedoch erst im 19. Jahrhundert statt. Die Lebensader des „Sechsten“ ist der Boulevard Saint-Germain, der wie das gesamte Viertel seinen Namen nach der Kirche Saint-Germain-des-Prés trägt. Das 6. Arrondissement kann als eine Art Fortsetzung des Quartier Latin gelesen werden. Das Viertel zieht sich von der Seine hin bis zum geschäftigen Boulevard du Montparnasse und gilt als bedeutendstes Wissenschafts- und Kulturviertel der Hauptstadt.
Das Quartier Saint-Germain-des-Prés ist das legendäre Kunst- und Literatenviertel, das in den 1920er Jahren seinen Höhepunkt hatte und im Mai 1968 im Blickpunkt der gesellschaftspolitischen Ereignisse stand. Mit seinen kleinen Straßen und Plätzen, mehrheitlich noch dem Grundriss der Stadt vor den Reformen des Stadtplaners Georges-Eugène Haussmann im 19. Jahrhundert entsprechend, beherbergt das Viertel heute eine Vielzahl von Buchhandlungen, gediegenen Cafés, Restaurants, Antiquariaten, Galerien sowie auch Modeboutiquen. Durch seine illustren Bewohner (u. a. Jean-Paul Sartre, Simone de Beauvoir, Pablo Picasso oder Gertrude Stein), die Nähe zum Universitätsviertel und den dennoch ruhigen Straßenzügen, wird das Viertel seit jeher auch mit dem Bildungsbürgertum französischer Prägung in Verbindung gebracht.
Im Palais du Luxembourg, der um 1620 für Maria de’ Medici nach Vorbild des Palazzo Pitti in Florenz gebaut wurde, tagt heute der französische Senat. Der Jardin du Luxembourg, der als berühmtes Beispiel für die klassizistische Landschaftsarchitektur Frankreichs gereicht, ist ebenfalls unter Studenten ein beliebter Treffpunkt und markiert die Trennlinie zum 5. Arrondissement.

## Geographische Lage
Das 6. Arrondissement liegt unmittelbar an der Rive Gauche, dem linken Seineufer. Es grenzt im Osten an das 5. Arrondissement, im Süden an das 14. Arrondissement und im Westen an das 15. und 7. Arrondissement. Auf der gegenüberliegenden Seineseite liegt das 1. Arrondissement, mit der westlichen Spitze der Île de la Cité. Die östliche Grenzlinie zum benachbarten 5. Bezirk ist der Boulevard Saint-Michel. Die südliche Abgrenzung zum 14. und 15. Arrondissement markiert der Boulevard du Montparnasse. Die westliche Abgrenzung zum 7. Arrondissement verläuft zunächst in nordöstlicher Richtung über die Rue de Sèvres. Über die Rue des Saints-Pères wird sie in nördlicher Richtung fortgesetzt und trifft am Quai Voltaire auf das Seine-Ufer.
Wichtige Straßen im Bezirk sind – neben den Randboulevards Saint-Michel und du Montparnasse – der Boulevard Raspail und der Boulevard Saint-Germain. Der erste ist eine Nord–Süd-Durchgangsstraße, welche – leicht diagonal von Westen kommend – den Bezirk in seiner südlichen Hälfte durchquert. Der nicht weit vom Seine-Ufer befindliche Boulevard Saint-Germain beginnt und endet am Fluss und durchquert in einem leichten Bogen das 7., 6. und 5. Arrondissement. Als Verkehrsschleusen sind darüber hinaus die Uferstraßen Quai Voltaire, Quai Malaquais und Quai des Grands Augustins von Relevanz.
Von den insgesamt 37 Pariser Seine-Brücken partizipiert das 6. Arrondissement lediglich an vieren: der Pont du Carrousel, der Fußgängerbrücke Pont des Arts sowie den beiden die Île de la Cité überquerenden Brücken Pont Neuf und Pont Saint-Michel. Ein markantes, flächentechnisch einen Großteil des Arrondissement-Ostens einnehmendes Terrain ist der Jardin du Luxembourg mit dem gleichnamigen Schloss. Die Anlage verläuft parallel zum Boulevard Saint-Michel. Weitere wichtige Straßen sind die Rue de Rennes und die Rue de Vaugirard.
Wie alle 20 Pariser Bezirke ist auch das 6. Arrondissement in vier Quartiere unterteilt. Die beiden nördlichen, grob am Boulevard Saint-Germain endenden Quartiere de la Monnaie und Saint-Germain-des-Prés nehmen weniger als ein Drittel der Arrondissementfläche ein; der große Rest entfällt auf die beiden nördlichen Quartiere (Notre-Dame-des-Champs und de l’Odéon). Topografisch ist das 6. Arrondissement ebenerdiger als das benachbarte 5. Arrondissement. Der Aufstieg zur Höhenlage von Montparnasse erfolgt eher kontinuierlich als abrupt.
Hinsichtlich historischer Stadtviertel hat das Arrondissement einen kleinen Anteil am Quartier Latin. Laut Google Maps ragt das historische Viertel vor allem im Bereich Quartier de la Monnaie und einem kleinen Streifen des Quartier de l’Odéon in das 6. Arrondissement hinein. Alternativ zu dem von dem Kartendienst angezeigten Grenzverlauf führen andere Quellen Abweichungen im Detail an oder auch die Info, dass der genaue Grenzverlauf umstritten ist.

## Geschichte

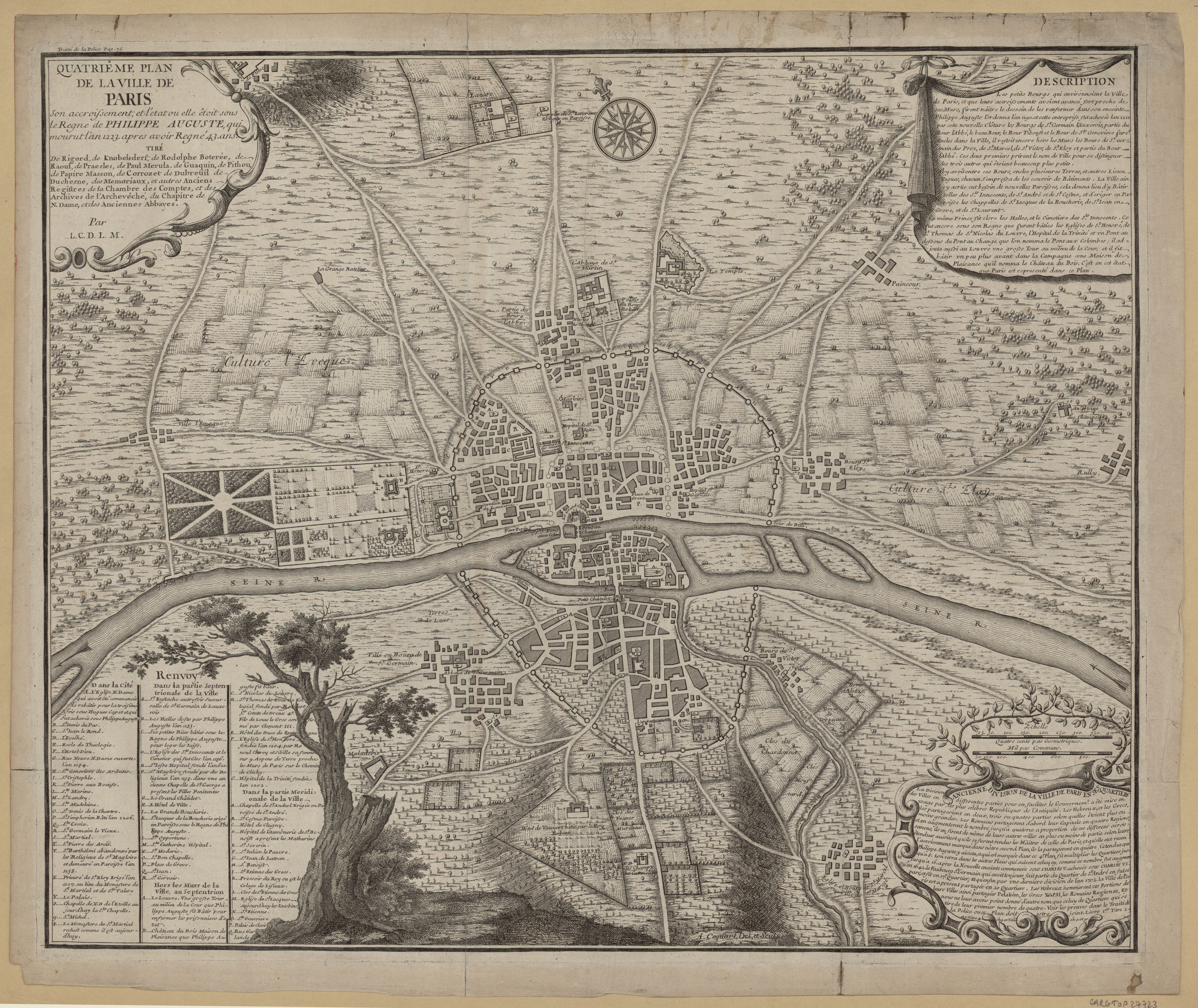
Bildviertel unten links: hochmittelalterliche Siedlungskerne

Die Anrainergebiete links des heutigen Boulevard Saint-Michel gehörten bereits während der Römerzeit zum unmittelbaren Einzugsgebiet des antiken Lutetia. Der Rest des heutigen Arrondissement-Gebiets unterlag landwirtschaftlicher Nutzung oder war Freifläche. Eine wichtige Begründung im Frühmittelalter war die am heutigen Boulevard Saint-Germain liegende Abtei Saint-Germain-des-Prés. Um das im Jahr 556 angelegte Klostergut entstand eine Siedlung, die zwar außerhalb der damaligen Stadtbegrenzungen lag, als eines der größten Klöster Frankreichs jedoch zu einem bedeutenden Siedlungskern des 1860 in seiner heutigen Form begründeten Bezirks avancierte.
Weitere Klosteranlagen und geistliche Bauten entstanden im Hochmittelalter: die (später als Adels-Krypta genutzte) Kirche Saint-Sulpice sowie das Couvent des Cordeliers. Eine feste Einbeziehung der nordöstlichen (ungefähr dem heutigen Quartier de la Monnaie entsprechenden) Bezirksteile in das städtische Gefüge erfolgte Ende des 12. Jahrhunderts durch die Stadtmauer Philipps II. Augusts. Der mittelalterliche Kern des Gebiets um die heutige Rue Danton wurde durch den Ausbau des Quai des Grands Augustins sowie der gleichnamigen Klosteranlage strukturell weiter erschlossen. Eine weitere Uferbefestigung erfolgte zu Beginn der Neuzeit: mit dem westlich gelegenen, als Hochwasserschutz errichteten Quai Malaquais. Komplettiert wurde die frühneuzeitliche Seineufer-Architektur durch die 1807 fertiggestellte Pont Neuf – heute die älteste noch in Betrieb befindliche Brücke von Paris.
Eine großflächige Erschließung des Bezirksgebiets erfolgte während des 17. Jahrhunderts. An Straßen gehen auf diese Zeit zurück: die Seine-nahe Rue Dauphine sowie der Ausbau der außerhalb der alten Stadtmauern gelegenen Rue Vaugirard. Eine markante Veränderung war der – auf Veranlassung von Maria de’ Medici erfolgte – Bau des Palais du Luxembourg sowie der gleichnamigen Gartenanlage ab 1615. Als weitere Bauwerke hinzu kamen der Quai de Conti (ab 1662) und das Collège des Quatre-Nations (ebenfalls ab 1882; heute: Sitz der Académie française). Als Prachtbau im klassizistischen Stil komplettierte im 18. Jahrhundert das Theatre de l’Odéon die bezirkliche Infrastruktur.

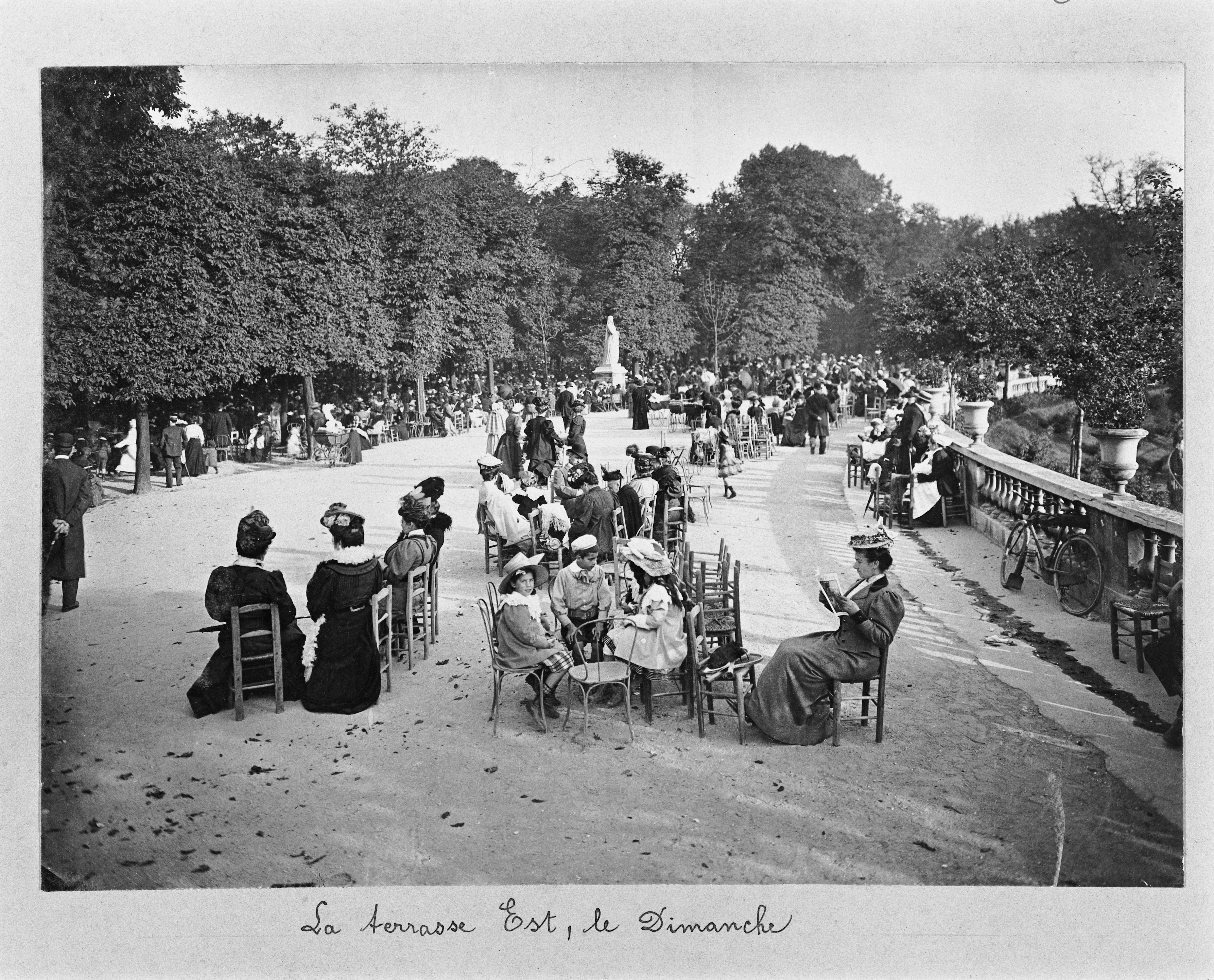
Jardin de Luxembourg (1905–1910)

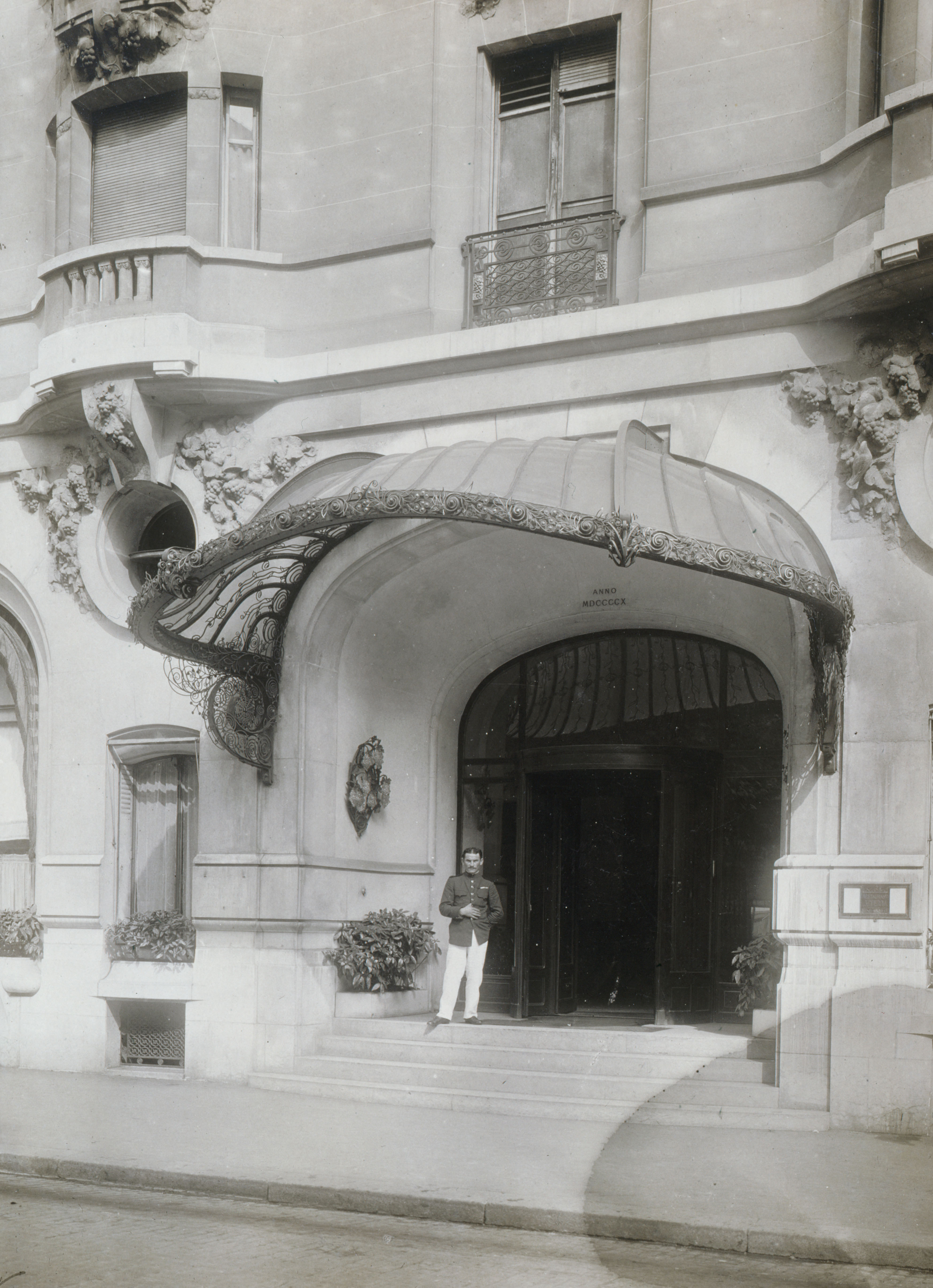
Eingang des Hotel Lutetia (1917)

Frühzeitig zum Treffpunkt prominenter Aufklärer avancierte das 1686 gegründete Café Procope. Als Gäste verkehrten hier unter anderem: die Philosophen und Enzyklopädisten Rousseau, Voltaire und Diderot. Eine Umbruchsphase vollzog sich zur Zeit der Französischen Revolution. Das Couvent des Grands-Augustins wurde zerstört. Das Couvent des Cordeliers wurde geschlossen und in den Jahren bis 1795 als Treffpunkt des Club des Cordeliers genutzt – neben dem Jakobinerclub auf der rechten Seine-Seite der zweite maßgebliche Club während der radikalen Phase der Revolution. Die Kirche Saint-Germain-des-Prés war 1791 einer der Schauplätze der Septembermassaker, in deren Zug Sansculotten, die eine Einnahme der Hauptstadt durch vorrückende Koalitionstruppen befürchteten, eine Reihe Pariser Gefängnisse stürmten und dabei rund 1200 inhaftierte Adlige, eidverweigernde Priester sowie weitere Gefangene ermordeten. Letzter Haftort war die Kirche auch für die Robespierre-Krititerin und Frauenwahlrechts-Aktivistin Olympe de Gouges, bevor sie am 2. November 1793 angeklagt und am Folgetag hingerichtet wurde.
Seinen Ruf als beliebte Niederlassungsstätte von Literatur, Philosophie und Kunst festigte der – in unmittelbarer Nachbarschaft zum Universitätsviertel im Quartier Latin gelegene – Bezirk im 19. Jahrhundert weiter. Wohn- und Wirkungsstätten im Arrondissement hatten unter anderem der Maler Eugène Delacroix, der Komponist Frédéric Chopin sowie der Schriftsteller Charles Baudelaire. Die Zeit der Haussmann’schen Stadterneuerungsmaßnahmen schlugen sich in einer Reihe neuer Straßenzüge nieder – darunter die Boulevards Saint-Michel, Saint-Germain und Raspail. Bereits bestehende wie der Boulevard du Montparnasse wurden in die bestehende Straßenarchitektur stärker eingebunden.
Ein eher optisches Einsprengsel schließlich war die 1860 eingeweihte Fontaine Saint-Michel am gleichnamigen Boulevard. Während der Pariser Kommune war das Arrondissement die Wirkungsstätte des Bezirksdeputierten Eugène Varlin und des Nationalgarde-Befehlshabers Jules Vallès. Varlin wurde im Verlauf der Stadt-Rückereroberung schwer misshandelt und später exekutiert; Vallès floh nach Belgien, kehrte nach der Amnestie 1883 zurück und verstarb zwei Jahre später.
Zur Zeit der Belle Epoque entstanden einige Cafés, welche den Ruf des Bezirks als geistig-kulturelles Zentrum weiter festigten: Les Deux Magots (gegründet 1812 als Handelsniederlassung; seit 1885 als Café betrieben), das Café de Flore (1887), das Café de la Rotonde (1911) sowie die – bereits seit 1847 bestehende – Closerie de Lilas. In der Zwischenkriegszeit avancierte zwar vor allem Montparnasse zum Epizentrum der Kreativen. Das Quartier Saint-Germain-des-Prés sowie umliegende Gebiete konnten ihre Rolle als beliebte Refugien allerdings auch in den 1920ern behaupten. Eine weitere Neugründung war das Hôtel Lutetia. Der 1910 erbaute Jugendstil-Prachtbau war in den 1930er-Jahren ein zentraler Treffpunkt antifaschistischer Schriftsteller. Während der deutschen Besatzung 1940–1944 wurde das Gebäude von der deutschen Abwehrspionage sowie der SS in Beschlag genommen, in den Nachkriegsjahren zeitweilig für die Unterbringung von Displaced Persons genutzt.

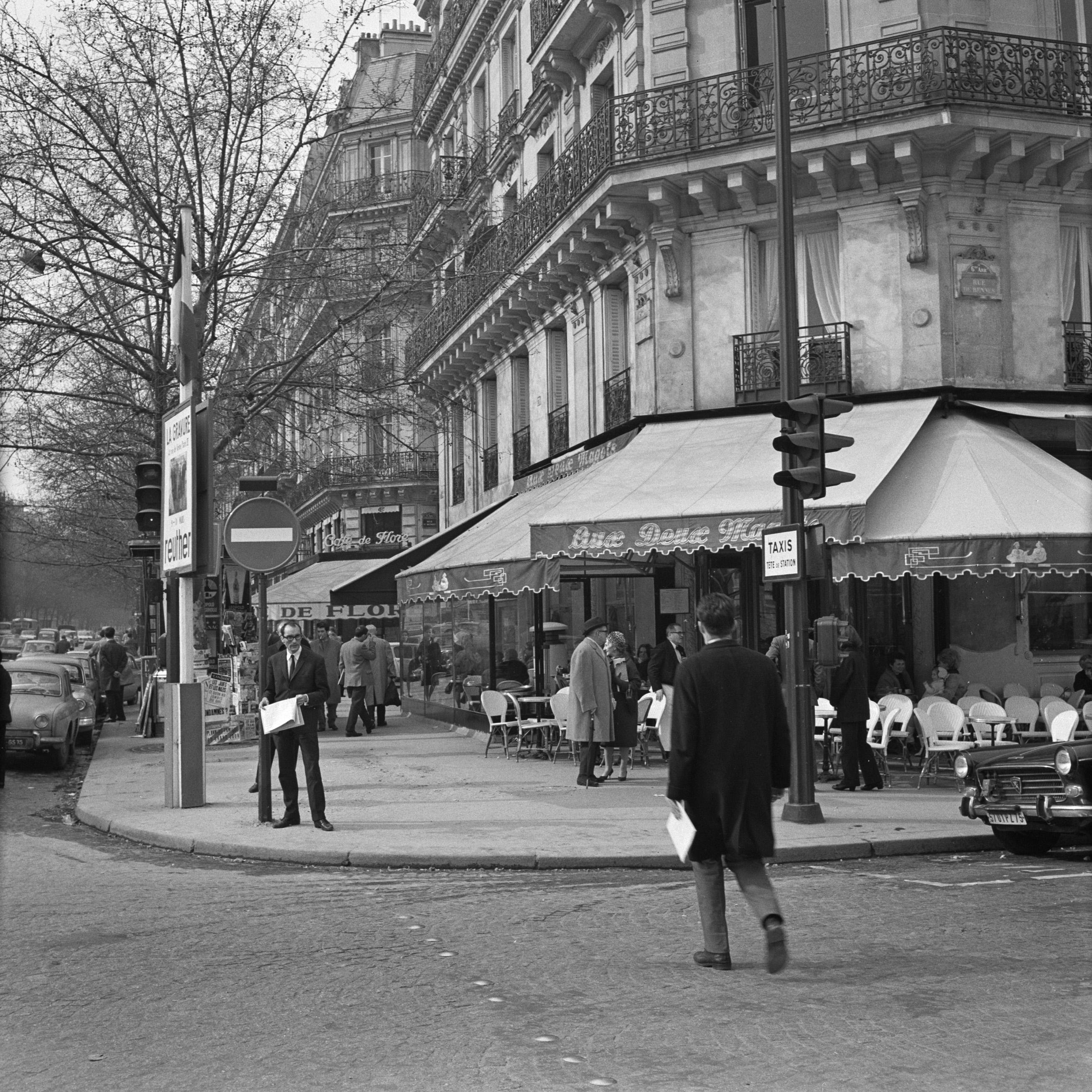
Les deux magots in den 1960ern

In den späten 1940ern und den 1950ern avancierte Saint-Germain-des-Prés zur Hochburg der Existenzialisten. Les Deux Magots und das Café de Flore avancierten zu zentralen Treffpunkten von Schriftstellern und Malern wie Jean-Paul Sartre, Simone de Beauvoir, Albert Camus und Pablo Picasso. Eine Neugründung war das 1947 eröffnete Tabou in der Rue Dauphine. Unter der Leitung des Musikers und Literaten Boris Vian avancierte das Tabou zum Hot-Spot der Nachkriegs-JazzJazzszene sowie zum Vorbild für ähnliche Clubs wie zum Beispiel das Cave 54 in Heidelberg. Eine zentrale Figur dieser Bohème-Szene: die Sängerin Juliette Gréco.
Von seinem Ruf als literarisch-geistiges Zentrum zehrte der Bezirk in den Jahrzehnten vor und nach der Jahrtausendwende weiter. Strukturell wandelte sich das Arrondissement zu einem eher bürgerlich geprägten Hauptstadt-Terrain. Die Mieten dort zählen mittlerweile zu den höchsten innerhalb von Paris. Aufgrund seines Rufs sowie der zahlreichen Sehenswürdigkeiten avancierten seine Straßenzüge gleichzeitig zu einem Hot-Spot des Paris-Tourismus. Ihrem Ruf, ein Zentrum des eher geistig geprägten Rivé-Gauche-Lebensgefühls zu sein, haben diese Entwicklungen keinen Abbruch getan. Kritische Kommentare erfuhr die – nach einer Renovierung erfolgte – Wiedereröffnung des Hôtel Lutetia 2018 als Luxus-Dependance. Das Handelsblatt lobte zwar die ästhetisch gelungene neue Gestaltung, kritisierte den damit verbundenen Umgang mit der wechselvollen Hotel-Geschichte allerdings mit der bissigen Abschlussbemerkung: „Manche Leute würden die Historie wohl am liebsten von den Wänden klopfen.“

## Viertel im 6. Arrondissement
Das 6. Arrondissement besteht aus den folgenden vier Stadtvierteln:
- Quartier de la Monnaie
- Quartier de l’Odéon
- Quartier Notre-Dame-des-Champs
- Quartier Saint-Germain-des-Prés

Nach der offiziellen Zählung der Pariser Stadtviertel sind dies die Quartiers 21 bis 24.

## Bevölkerung
Den Zahlen des Statistik-Portals citypopulation.de von 2021 zufolge leben in dem 2,15 Quadratkilometer großen Arrondissement 40.209 Einwohner. Das entspricht einer Bevölkerungsdichte von 18.702 Personen pro Quadratkilometer. Die Bevölkerungsabnahme zwischen 2015 und 2022 verlief mit −0,89 % eher moderat. 17.845 der aufgeführten Bewohner waren männlich, 22.364 weiblich, 5098 jünger als 18 Jahre, 25.541 zwischen 18 und 65 und 9575 über 65 Jahre. Die französische Staatsbürgerschaft besaßen 35.272, eine andere 4937. Als Nichtimmigranten führte die Statistik 33.527 Bewohner auf, als Immigranten 6682.
Die Einwohnerentwicklung deckt sich weitgehend mit derjenigen der Gesamtstadt. Bis vor dem Ersten Weltkrieg verzeichnete sie ein stetiges Wachstum. Ab dem 1930ern sank die Bewohneranzahl merklich, in den Jahrzehnten nach dem Zweiten Weltkrieg sogar deutlich. Die Zahlen betrugen: 95.931 im Jahr 1861, 102.782 und 102.993 in den Jahren 1901 und 1911, 89.506 im Jahr 1936, 79.699 im Jahr 1962, 70.891 im Jahre 1968, 57.494 im Jahr 1975 und 44.919 im Jahr 1999. Die nicht mehr so steile Abwärtsentwicklung zwischen 1999 und dem Stand Anfang der 1920er entspricht ebenfalls dem Pariser Generaltrend.
Bei der Bevölkerungsverteilung rangiert das Quartier Notre-Dame-des-Champs deutlich vorn. Mit 22.692 Einwohnern wohnen mehr als die Hälfte der im Arrondissement lebenden Menschen in diesem Quartier. Die restlichen drei Quartiere – de l’Odéon, Monnaie und Saint-Germain-des-Prés – haben zwischen 4300 und 7700 Einwohner. Mit zu berücksichtigen dabei ist allerdings, dass der Löwenanteil der Fläche des Quartier de l’Odéon vom Jardin de Luxembourg sowie dem dazugehörigen Schloss eingenommen wird. Die genauen Zahlen für die vier Quartiere betrugen 2021:
- Monnaie: 5.379 Einwohner
- l’Odéon: 7.761 Einwohner
- Notre-Dame-des-Champs: 22.692 Einwohner
- Saint-Germain-des-Prés: 4.376 Einwohner

## Politik und Verwaltung

### Rathaus
Das Rathaus des 6. Arrondissements steht an der Place St. Sulpice, in der Rue Bonaparte 78, 75006 Paris.

### Bürgermeister
Bürgermeister des 6. Arrondissement ist seit März 2001 Jean-Pierre Lecoq, Mitglied der konservativen Partei Union pour un mouvement populaire (UMP).

Sehenswürdigkeiten, bekannte Orte und Straßen
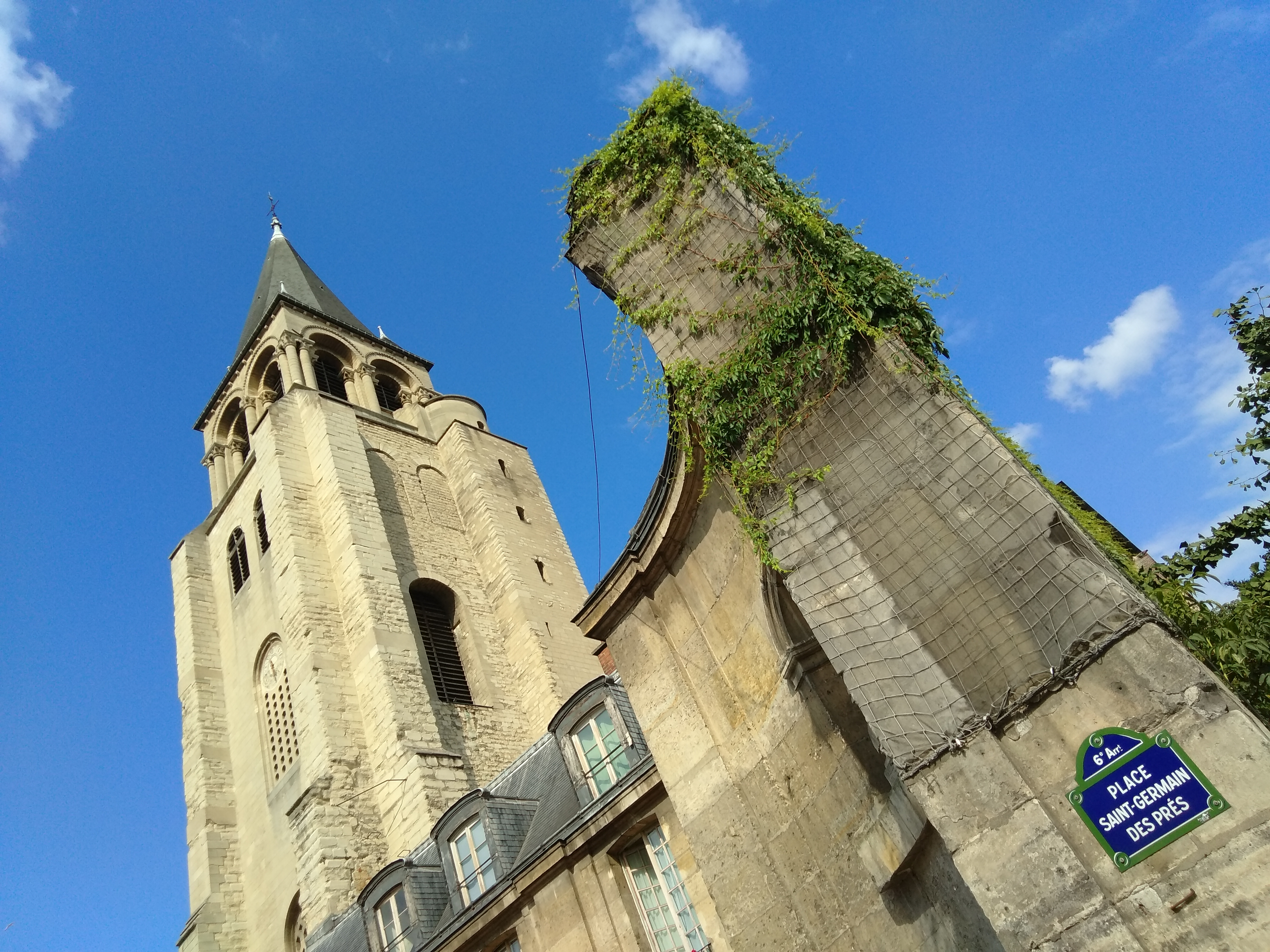
Kirche Saint-Germain-des-Prés
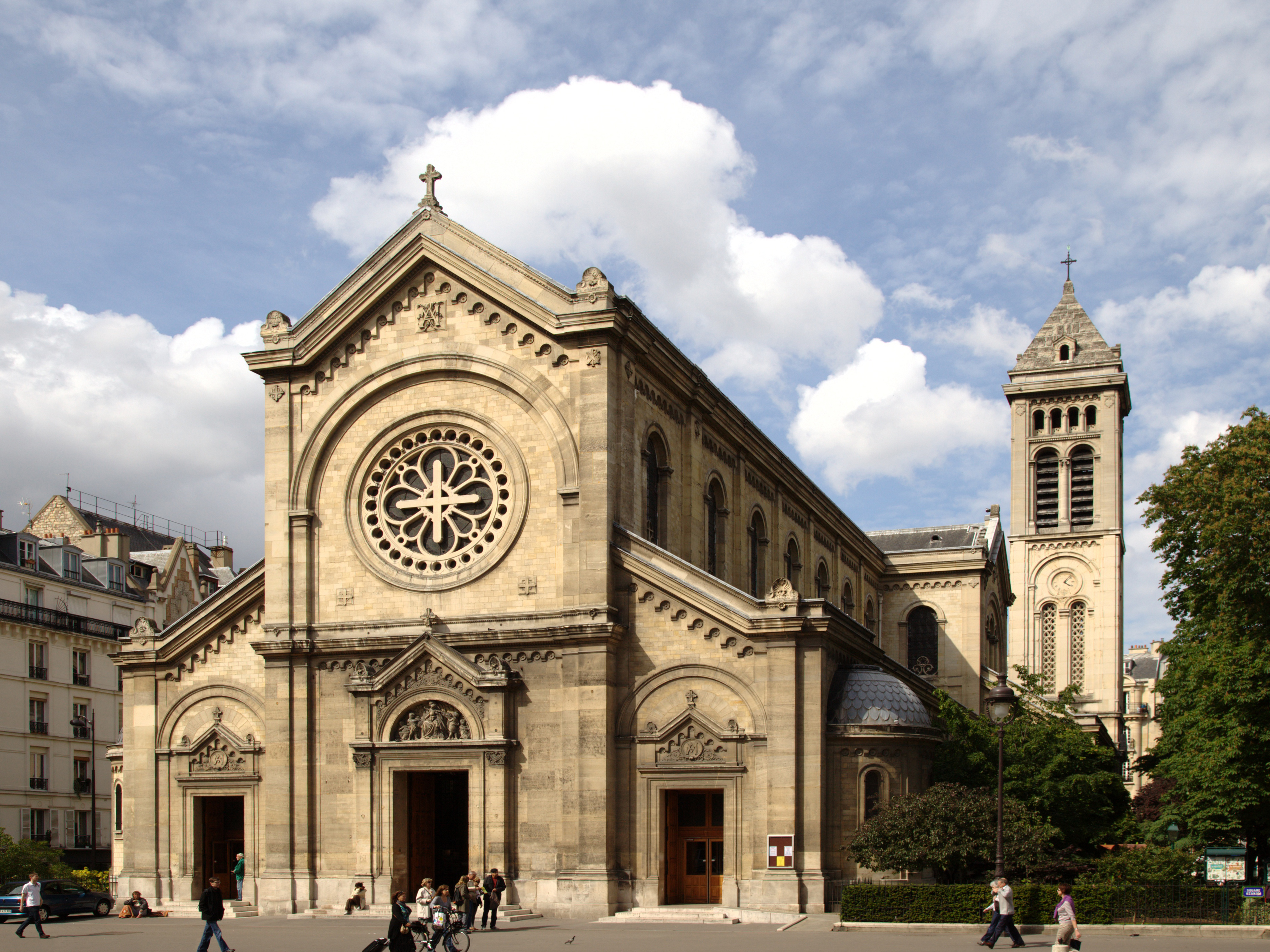
Kirche Notre-Dame-des-Champs
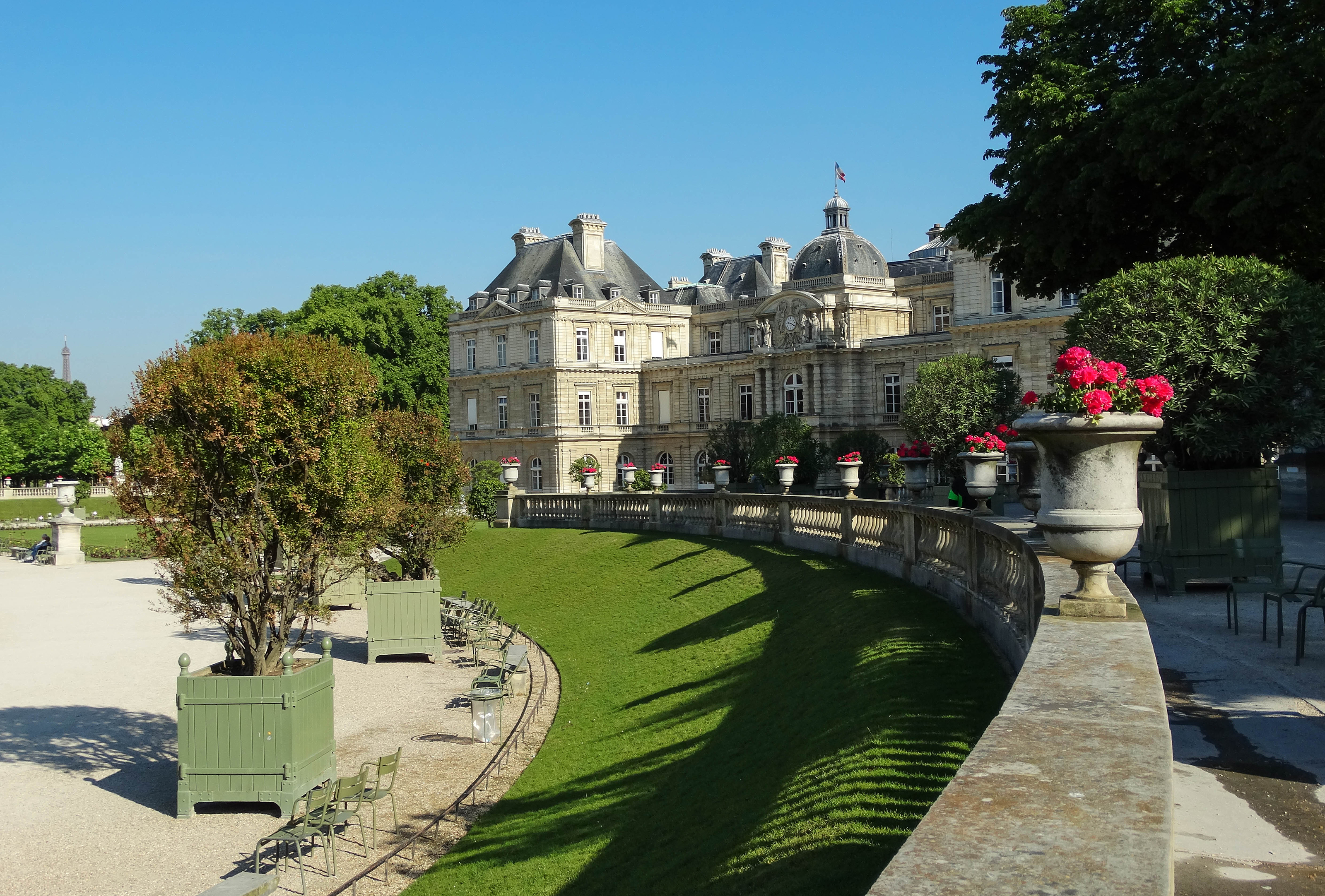
Jardin du Luxembourg mit Schloss
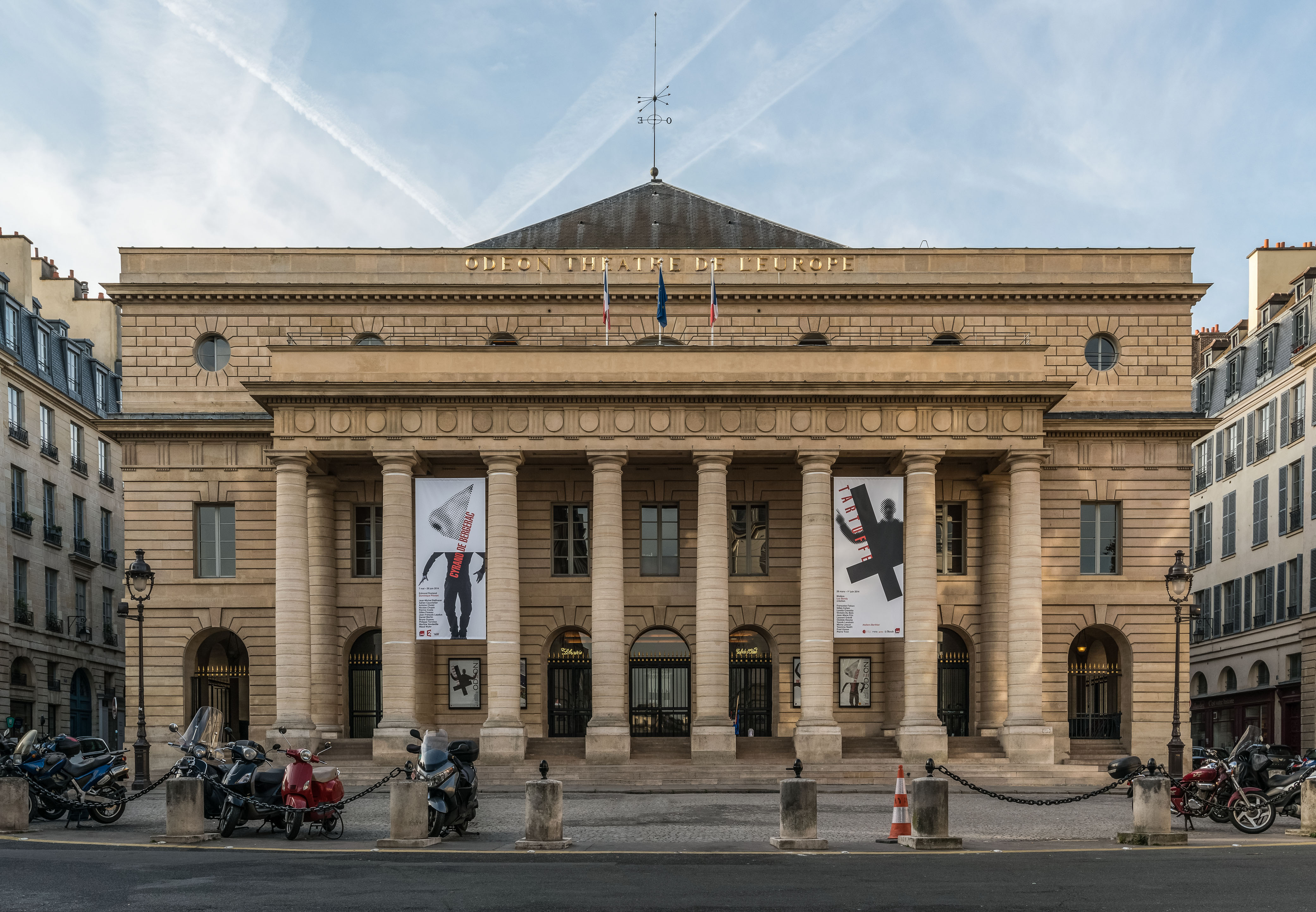
Théâtre de l'Odéon
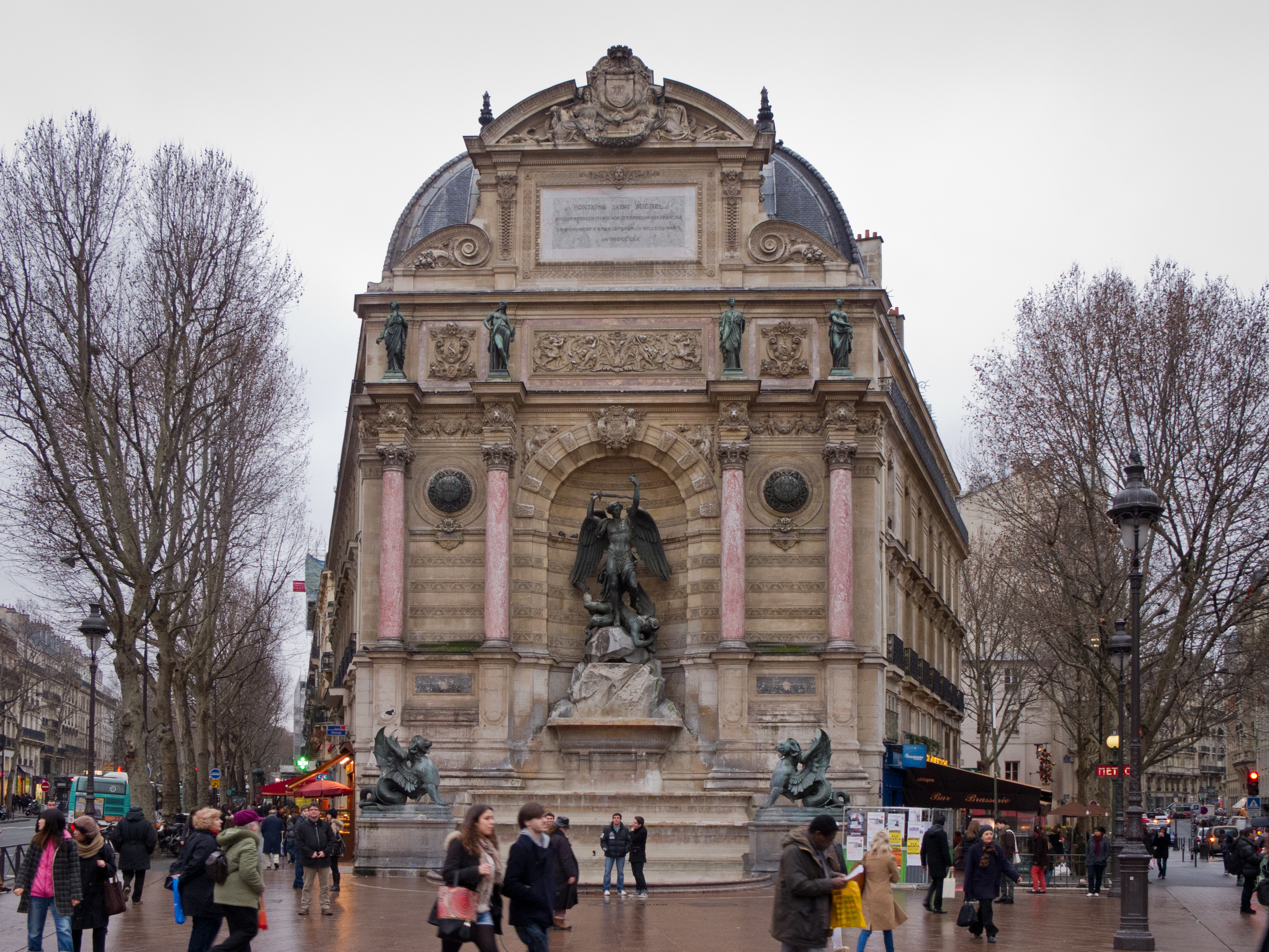
Fontaine Saint-Michel zwischen gleichnamigem Boulevard und Rue Danton
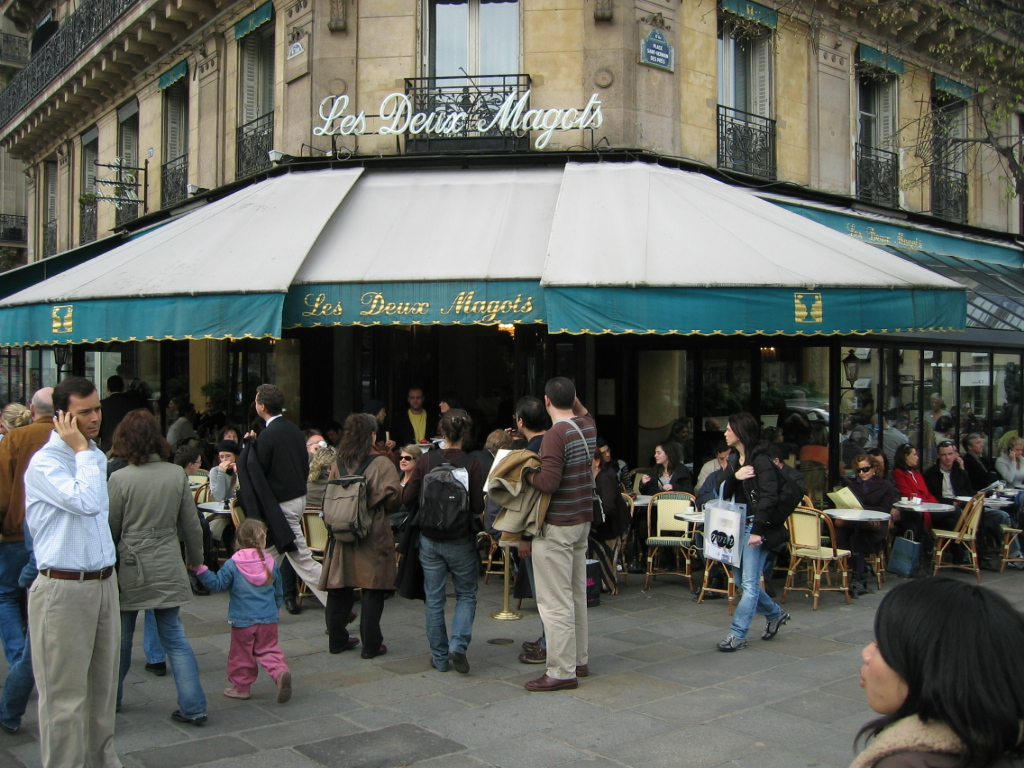
Les Deux Magots
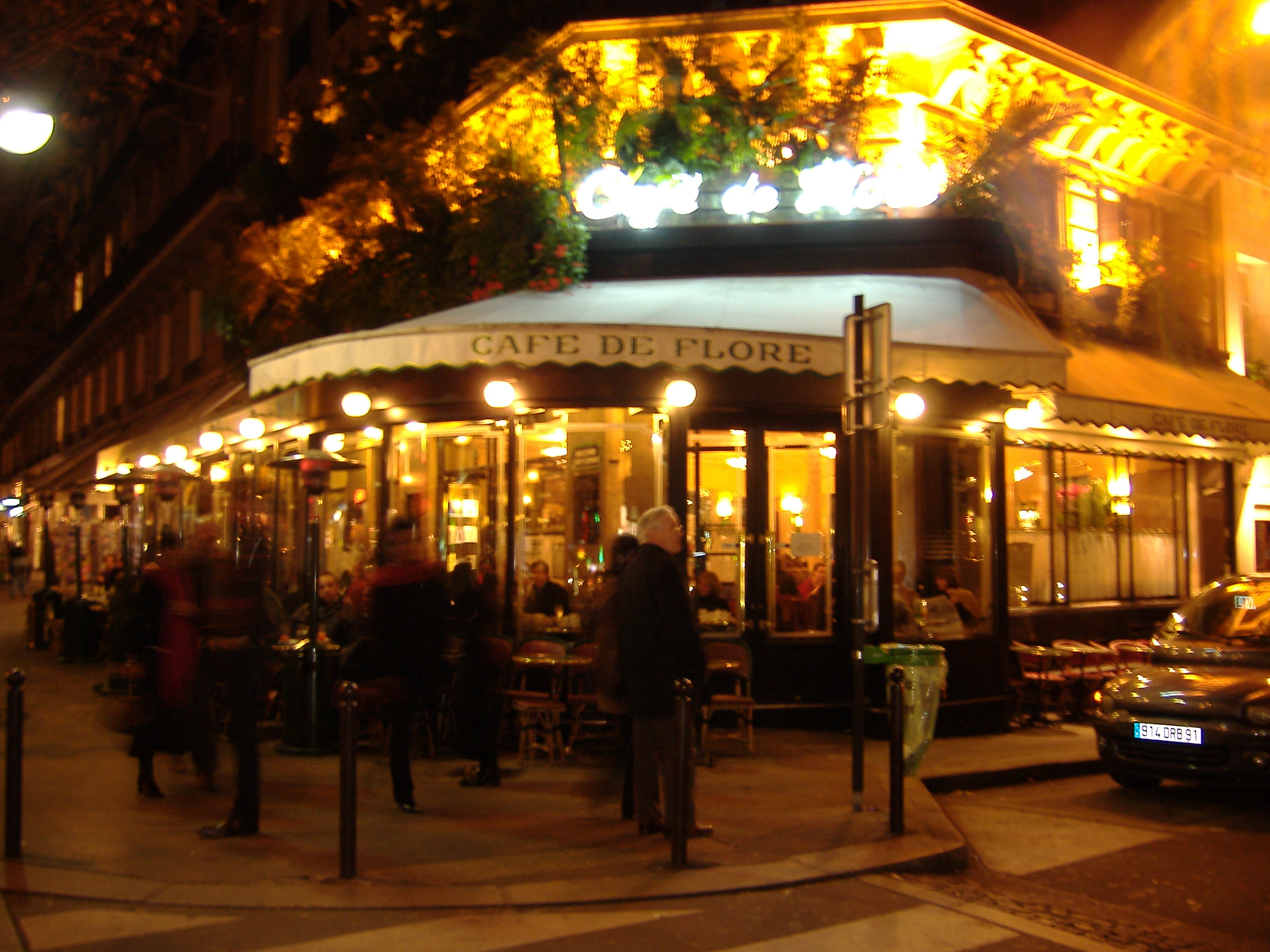
Cafe de Flore
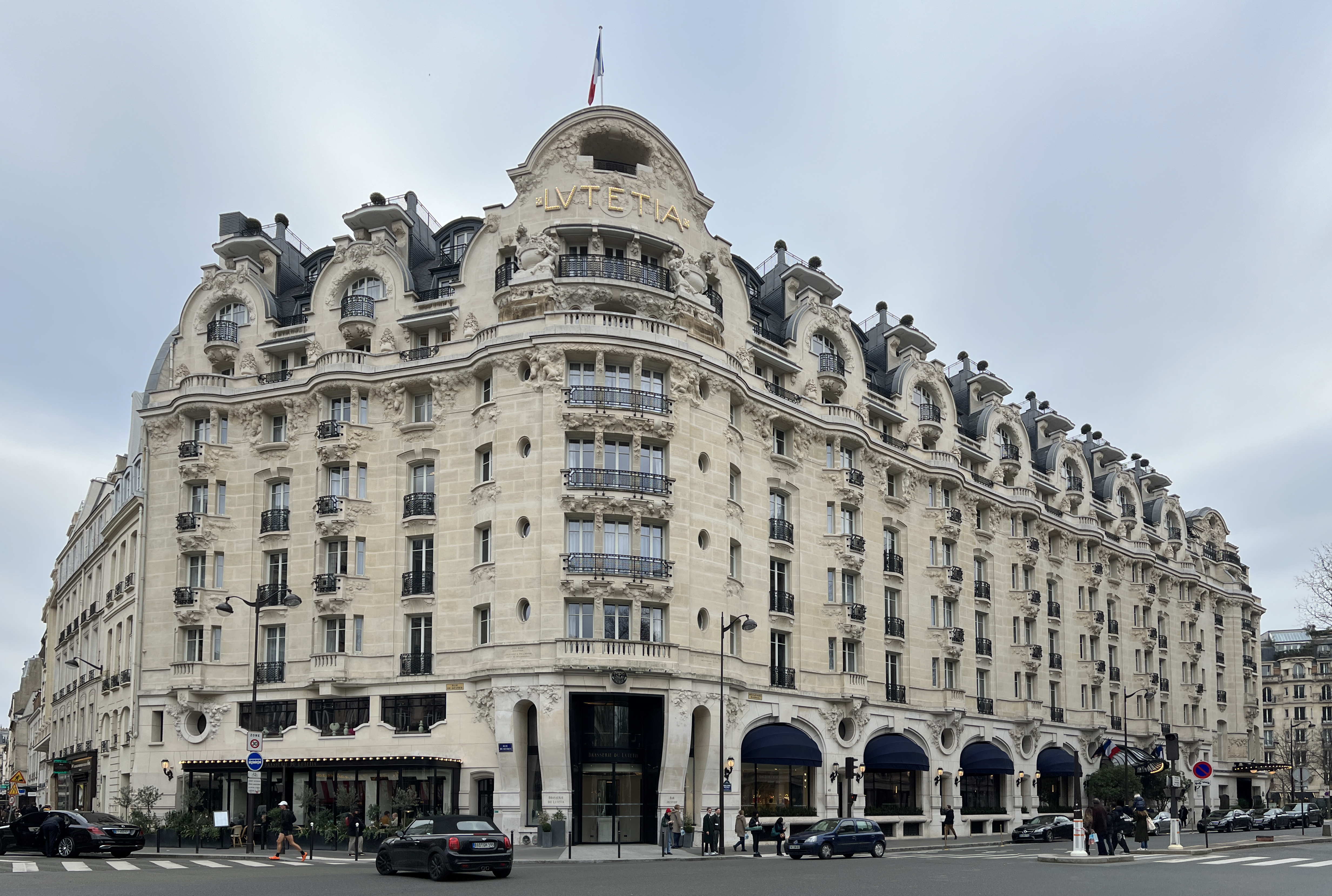
Hôtel Lutetia
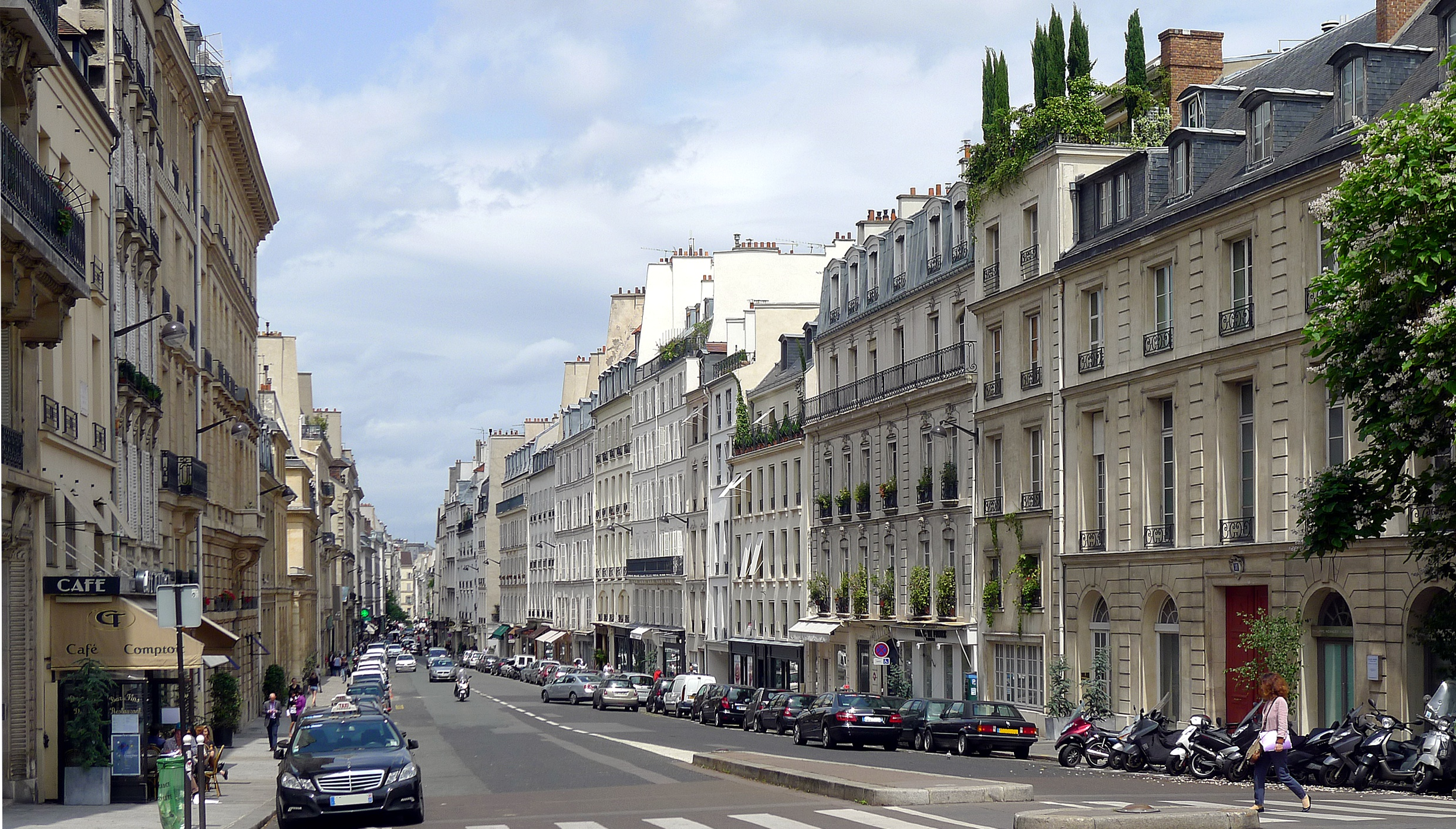
Rue de Tournon
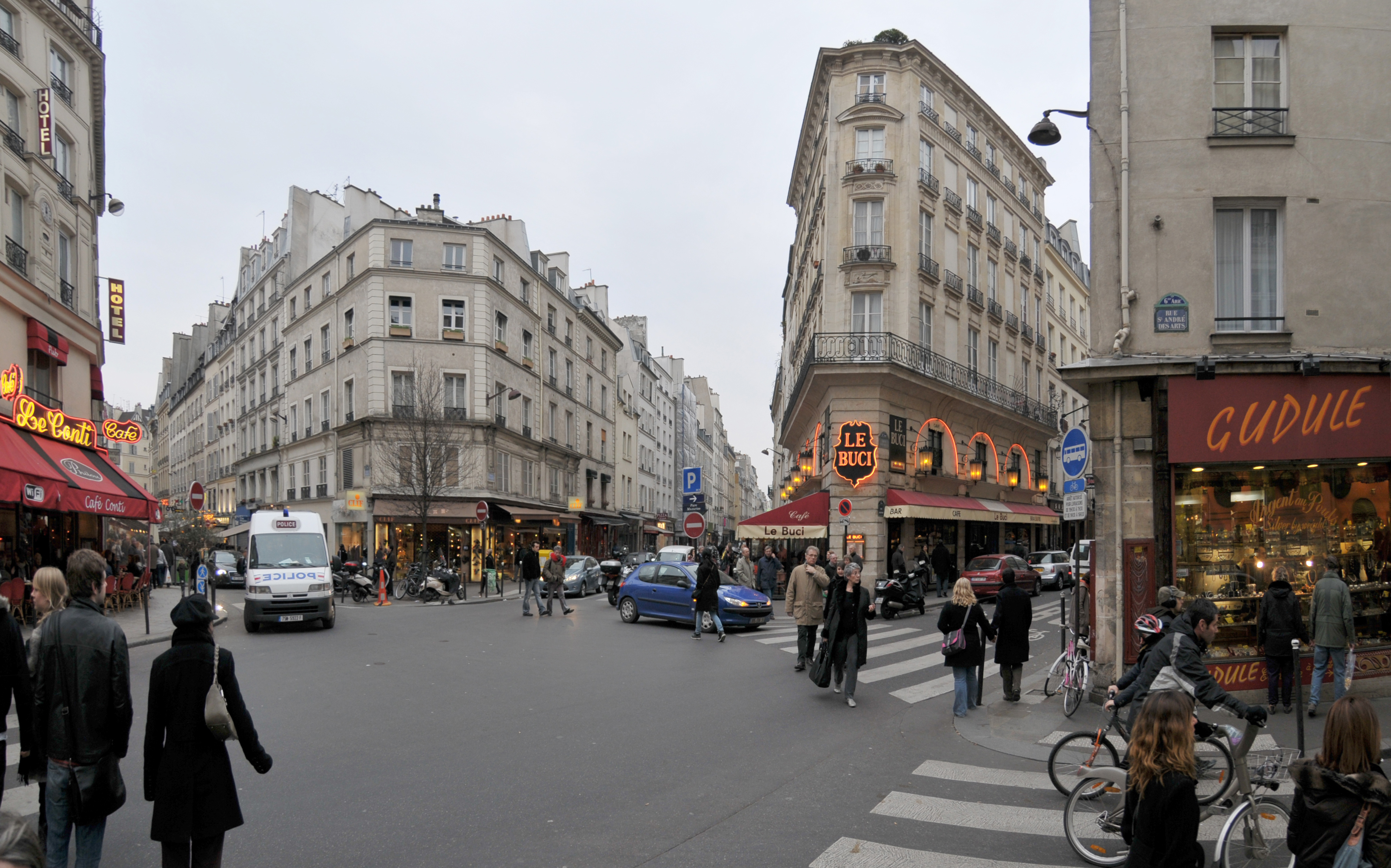
Kreuzung an der Rue Saint-André-des-Arts

## Sehenswürdigkeiten

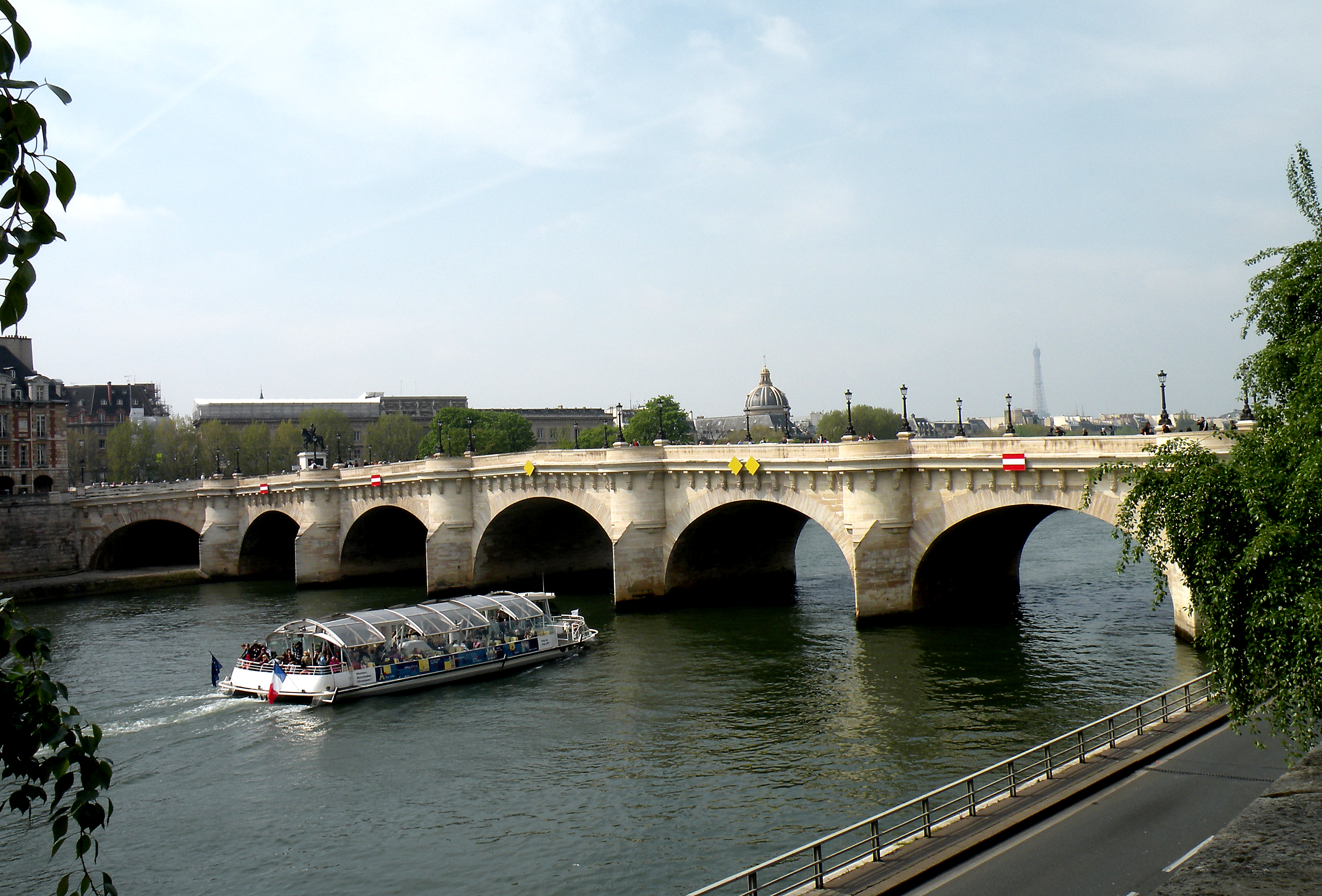
Brücke Pont Neuf

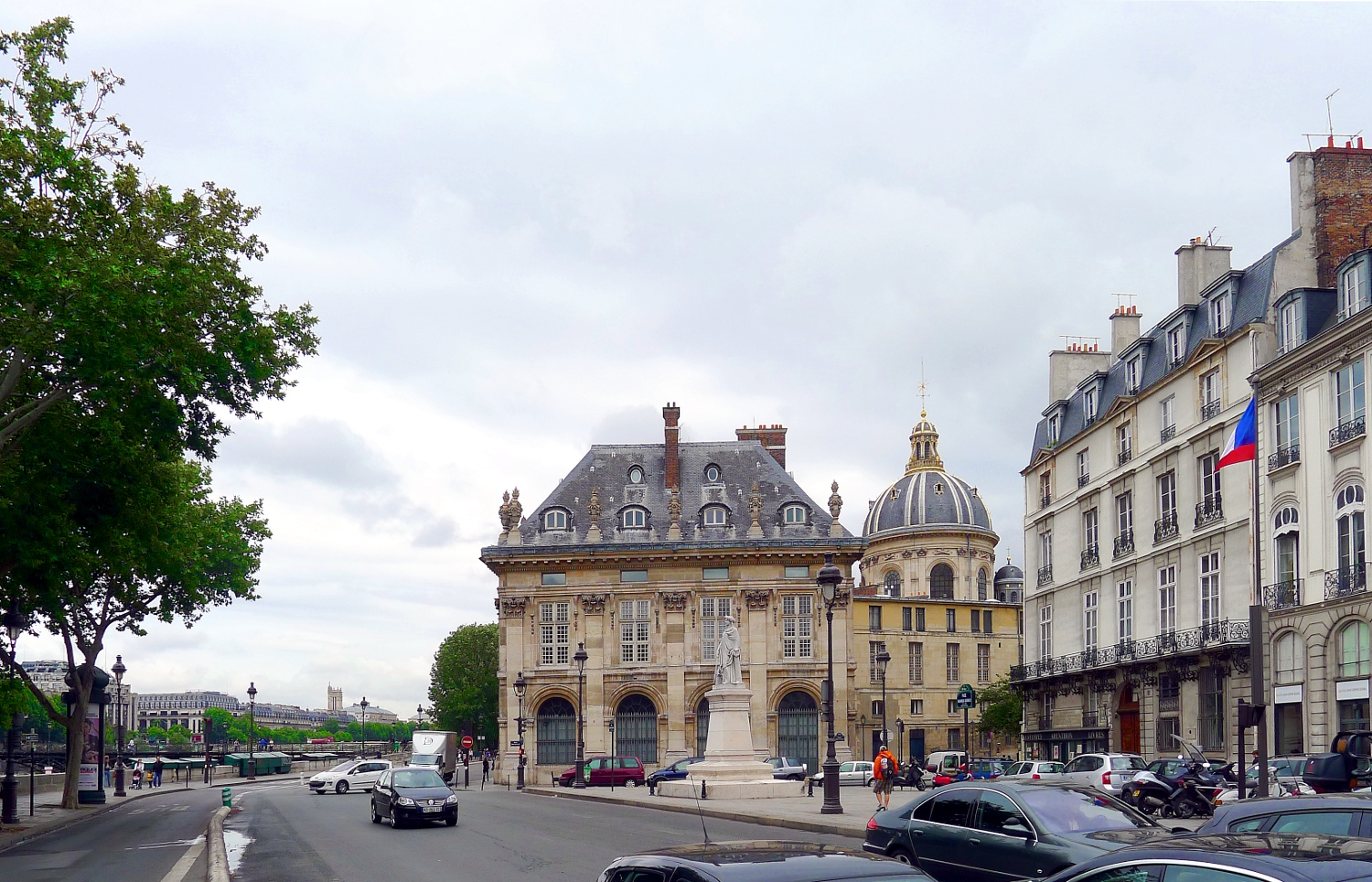
Quai Malaquais

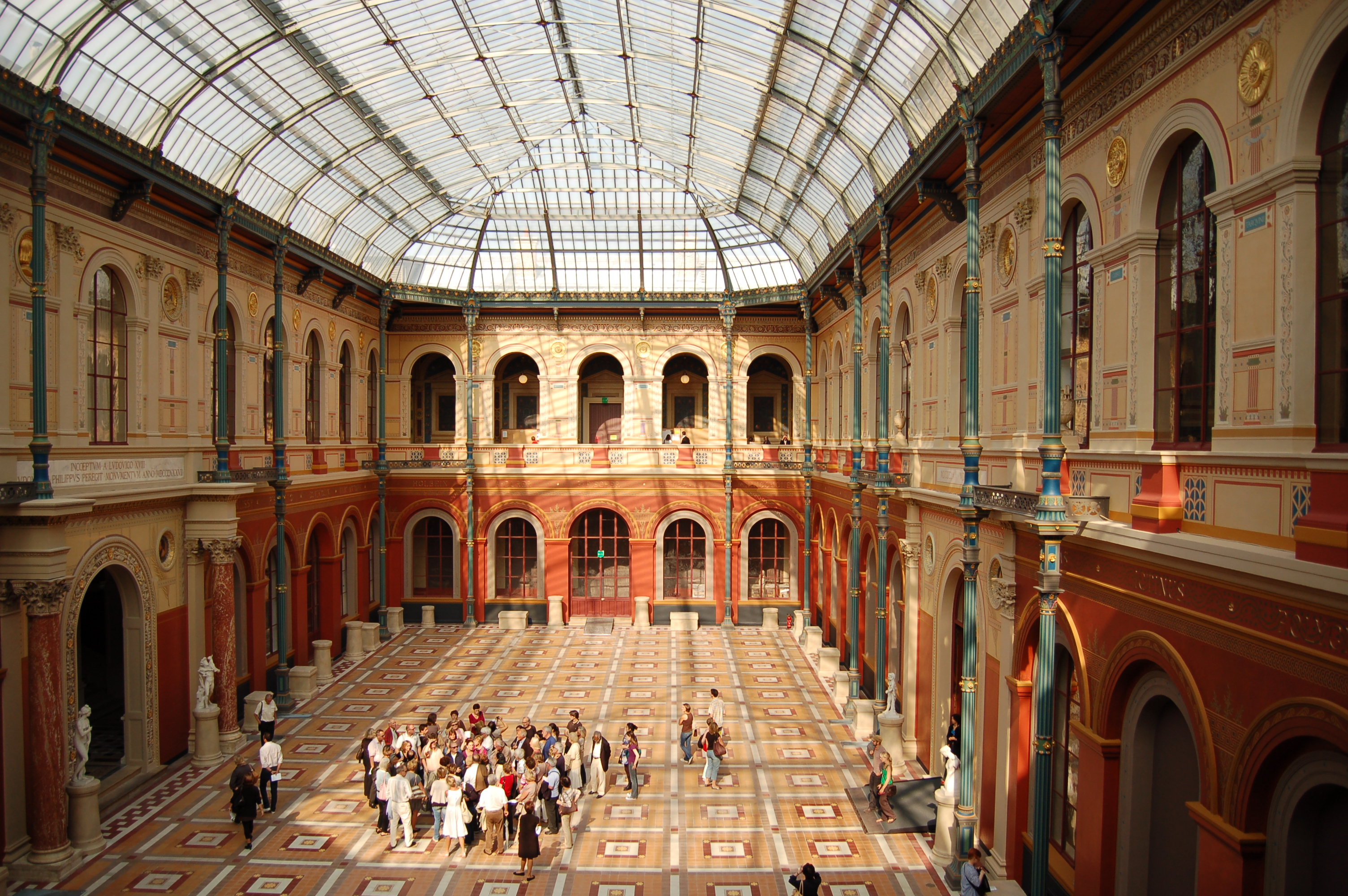
Überdachter Innenhof der Ecole Nationale Superieure des Beaux-Arts

Siehe auch: Liste der historischen Gebäude im Arrondissement
- Académie française
- Collège des Quatre Nations, Sitz des Institut de France und der Bibliothèque Mazarine
- Palais du Luxembourg, Sitz des Senats
- Jardin du Luxembourg
- Die Nationale Akademie der Künste im Hôtel de Chimay
- Théâtre National de l’Odéon (Théâtre de l’Europe)
- Théâtre du Vieux-Colombier
- Café Procope, das wohl älteste existierende Restaurant und sogenannte „große Kaffeehaus“ der Welt aus dem Jahre 1686
- Café de Flore
- La Closerie des Lilas
- Café de la Rotonde
- Les Deux Magots
- Brasserie Lipp, berühmt für gutes Bier, Sauerkraut und die Auszeichnung Prix Cazes
- Hôtel Lutetia
- Fontaine Médicis
- Fontaine Saint-Michel
- Gewerbehof Saint-André und der Rohan-Hof
- Die Münze (Hôtel de la Monnaie), Museum
- Musée national Eugène Delacroix
- Musée Hébert
- Musée Zadkine
- Notre-Dame des Champs
- Museum der Geschichte der Medizin
- Ancienne École de médecine an der Stelle des Couvent des Cordeliers, Refektorium ist erhalten
- Pont des Arts
- Pont Neuf
- Saint-Germain-des-Prés
- Bouquinisten (verkaufen Bücher an der Seine)

## Park
- Jardin du Luxembourg

## Verkehr und Infrastruktur

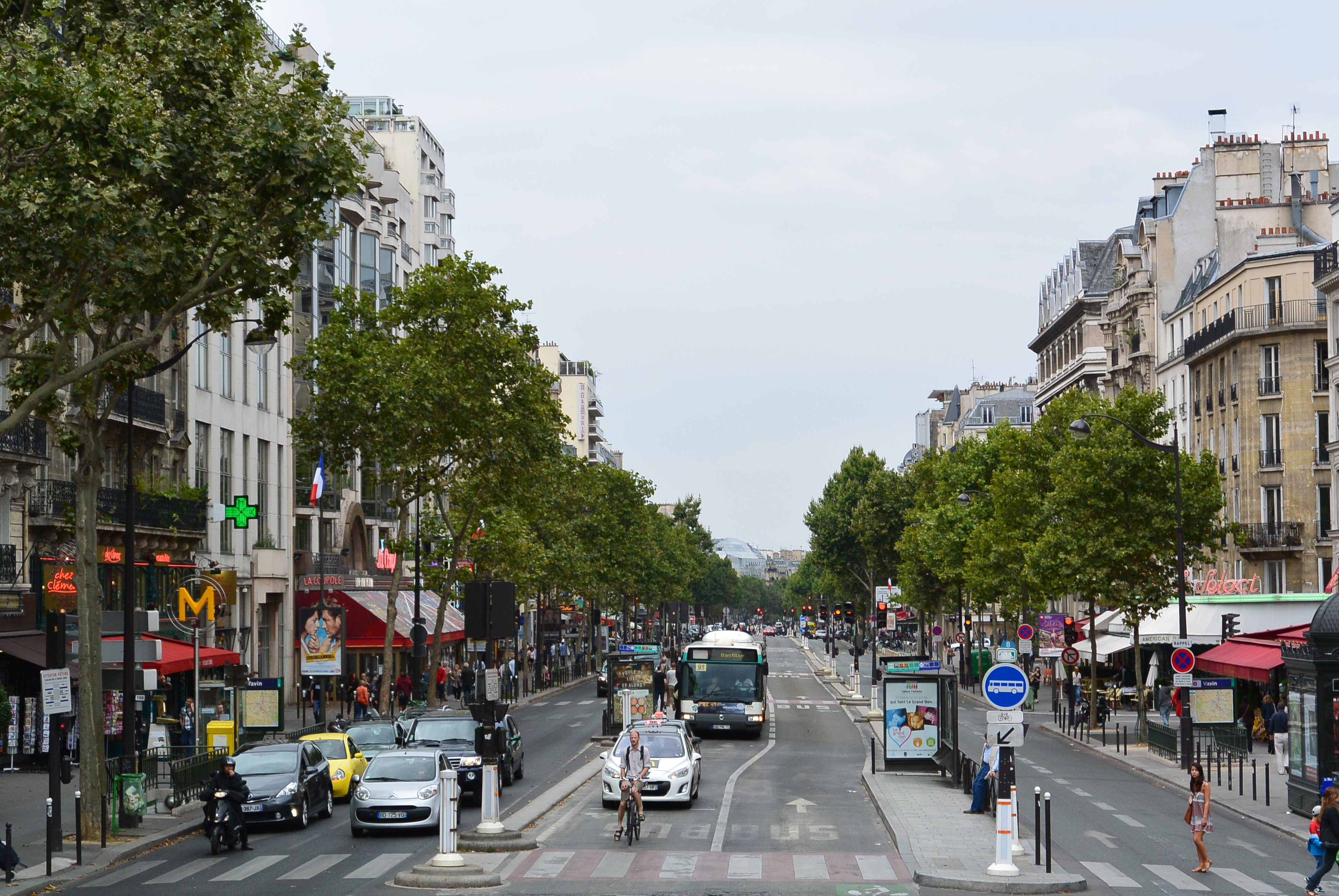
Kreuzung Boulevards du Montparnasse und Raspail

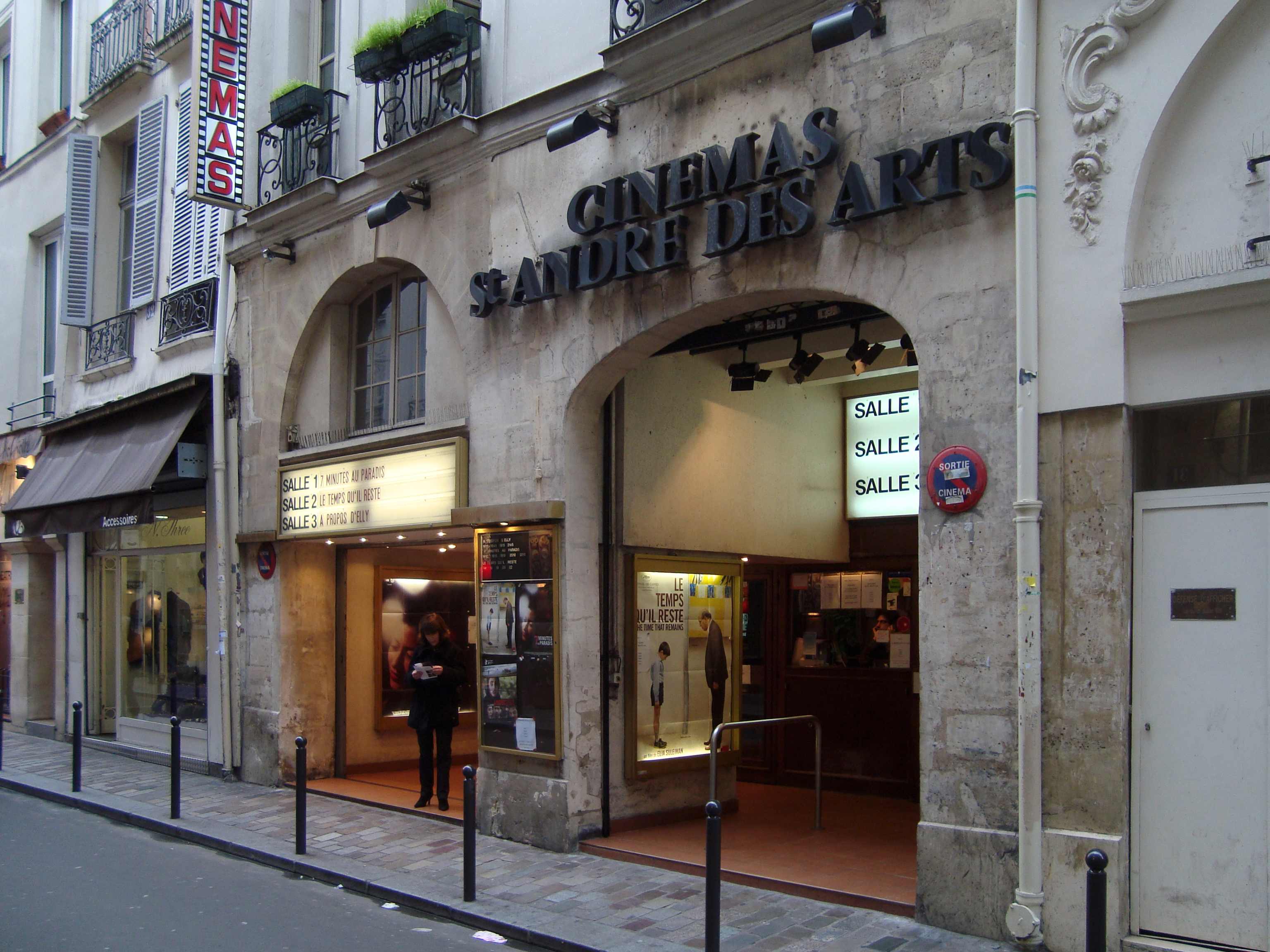
Rue Saint-André-des-Arts

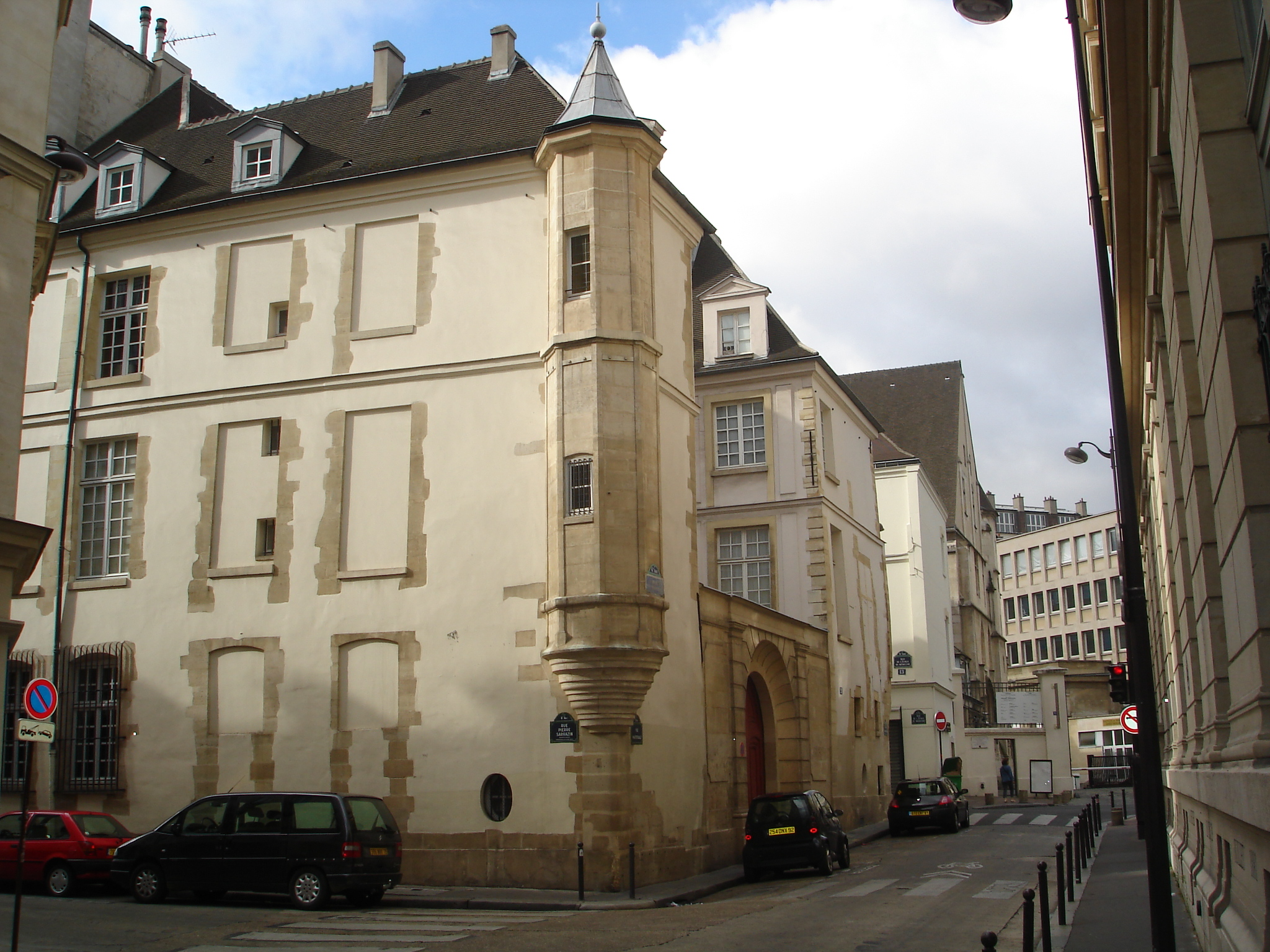
Rue Hautefeuille

### Wichtige Straßen
- Avenue de l’Observatoire
- Boulevard du Montparnasse
- Boulevard Raspail
- Boulevard Saint-Germain
- Boulevard Saint-Michel
- Rue Bonaparte
- Rue d’Assas
- Rue de Rennes
- Rue de Sèvres
- Rue de Vaugirard
- Rue du Cherche-Midi
- Rue du Four
- Rue Notre-Dame-des-Champs
- Rue Saint-André des Arts
- Quai Malaquais
- Quai de Conti
- Quai des Grands Augustins

### Wichtige Plätze
- Place A. Honnorat
- Place de l’Institut
- Place du 18. Juin 1940
- Place Edmond Rostand
- Place Paul Claudel
- Place St. André des Arts
- Place St. Michel
- Place St. Sulpice

### Bahnhöfe und Métrolinien

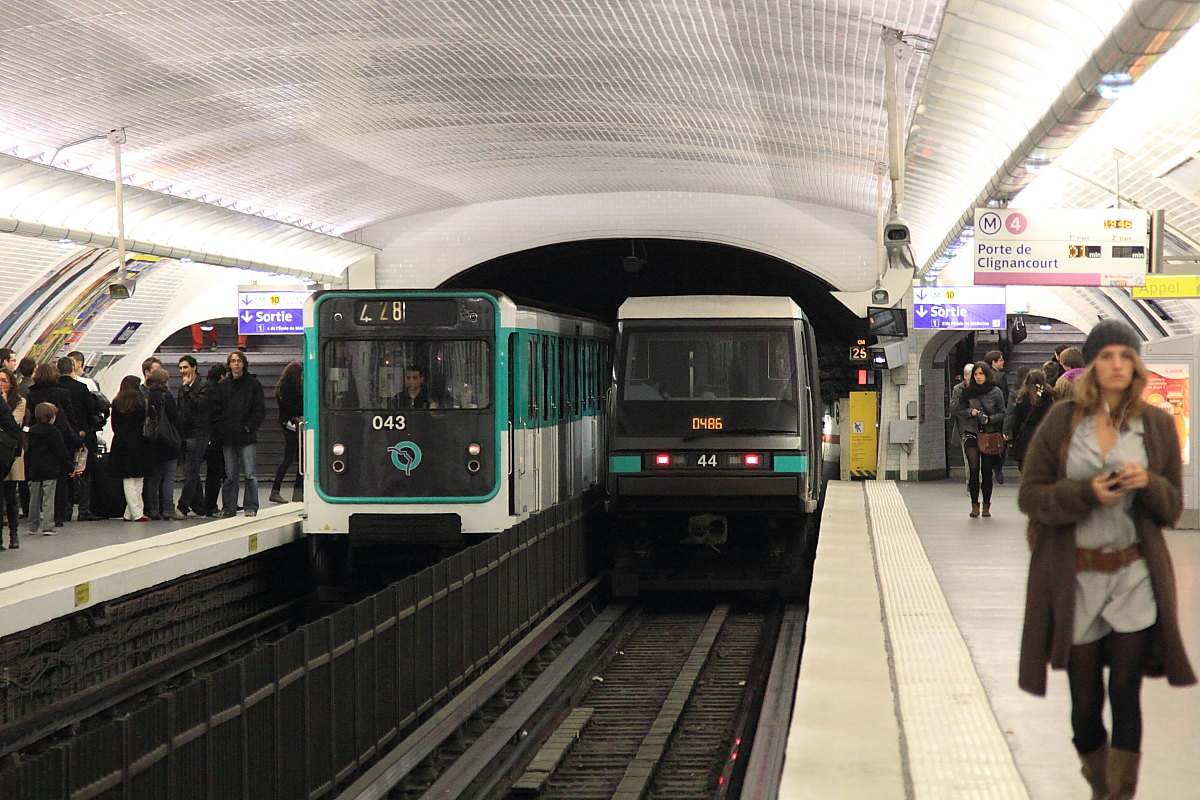
Odéon: Station der Métro-Linie 4

Durch und entlang des 6. Arrondissements führen die Métrolinien 4, 10 und 12.
Die Züge der RER-Linien B und C halten am Place St. Michel im Nordosten des Arrondissements.

## Wichtige Kirchen
- Saint-Germain-des-Prés

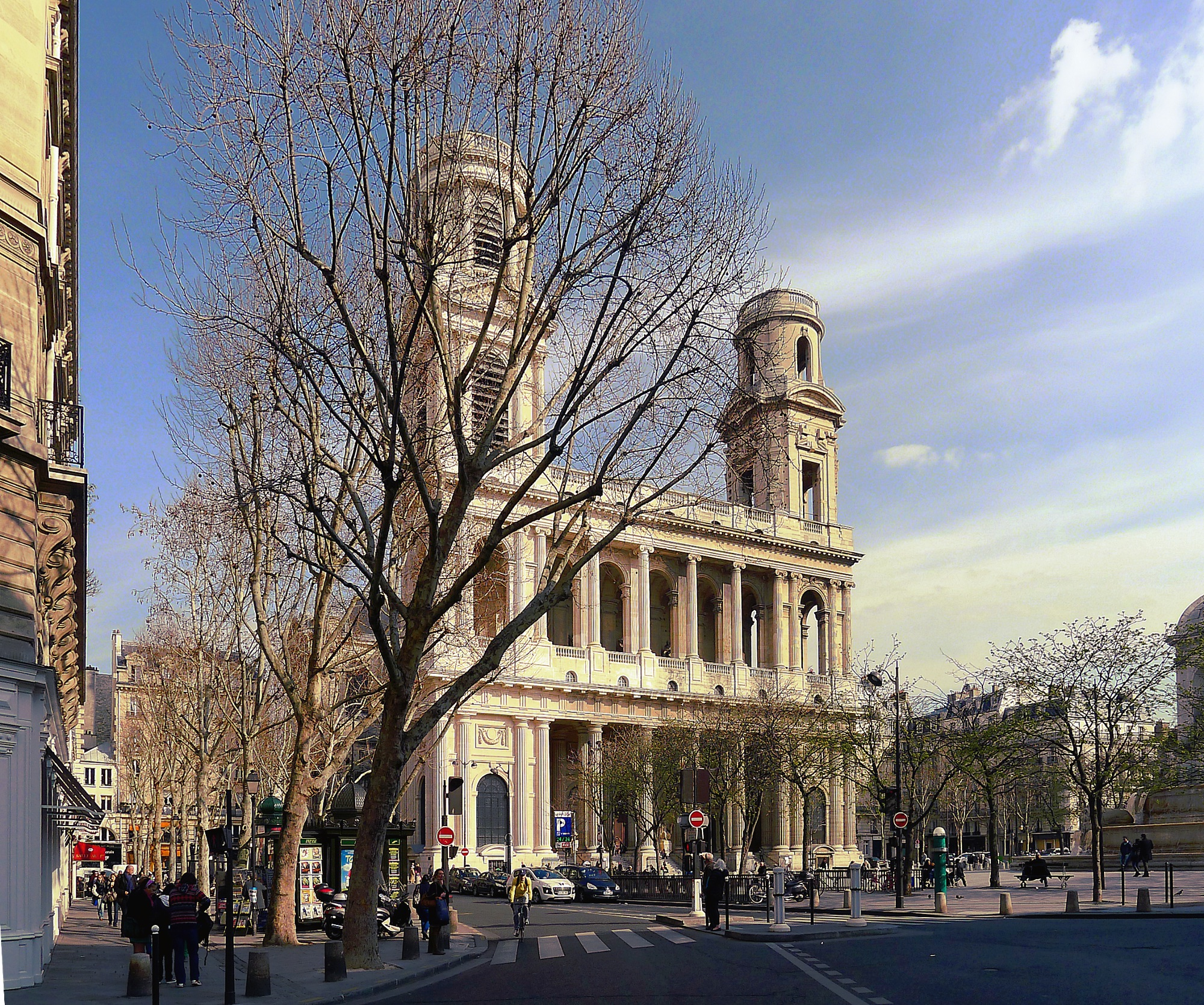
Place Saint-Sulpice mit gleichnamiger Kirche

- Pfarrkirche Saint Sulpice mit ihren berühmten Wandmalereien von Delacroix
- Notre-Dame des Champs
- St-Joseph-des-Carmes

## Bildungseinrichtungen
- Sciences Po Paris

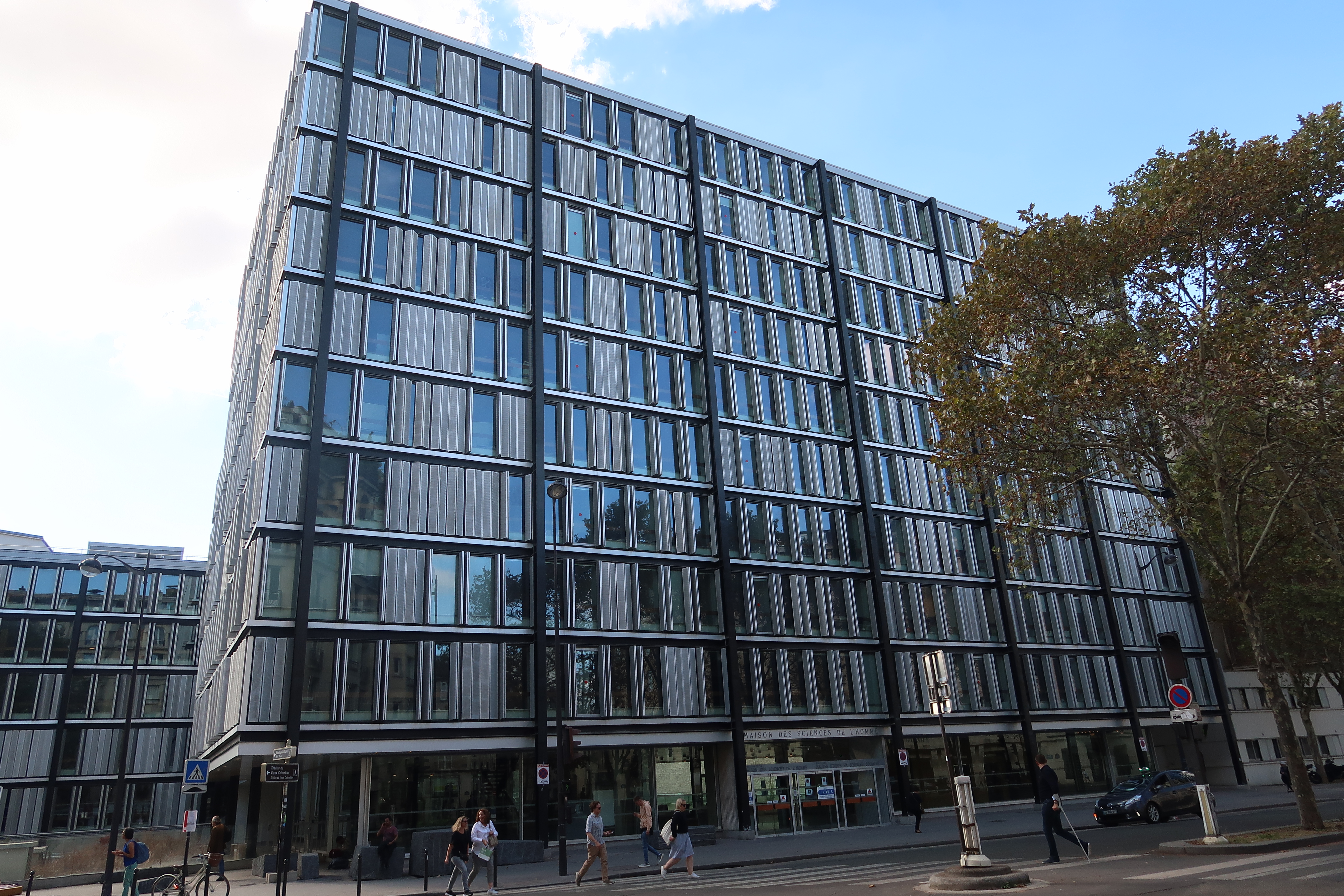
Die Elitehochschule École des hautes études en sciences sociales (EHESS)

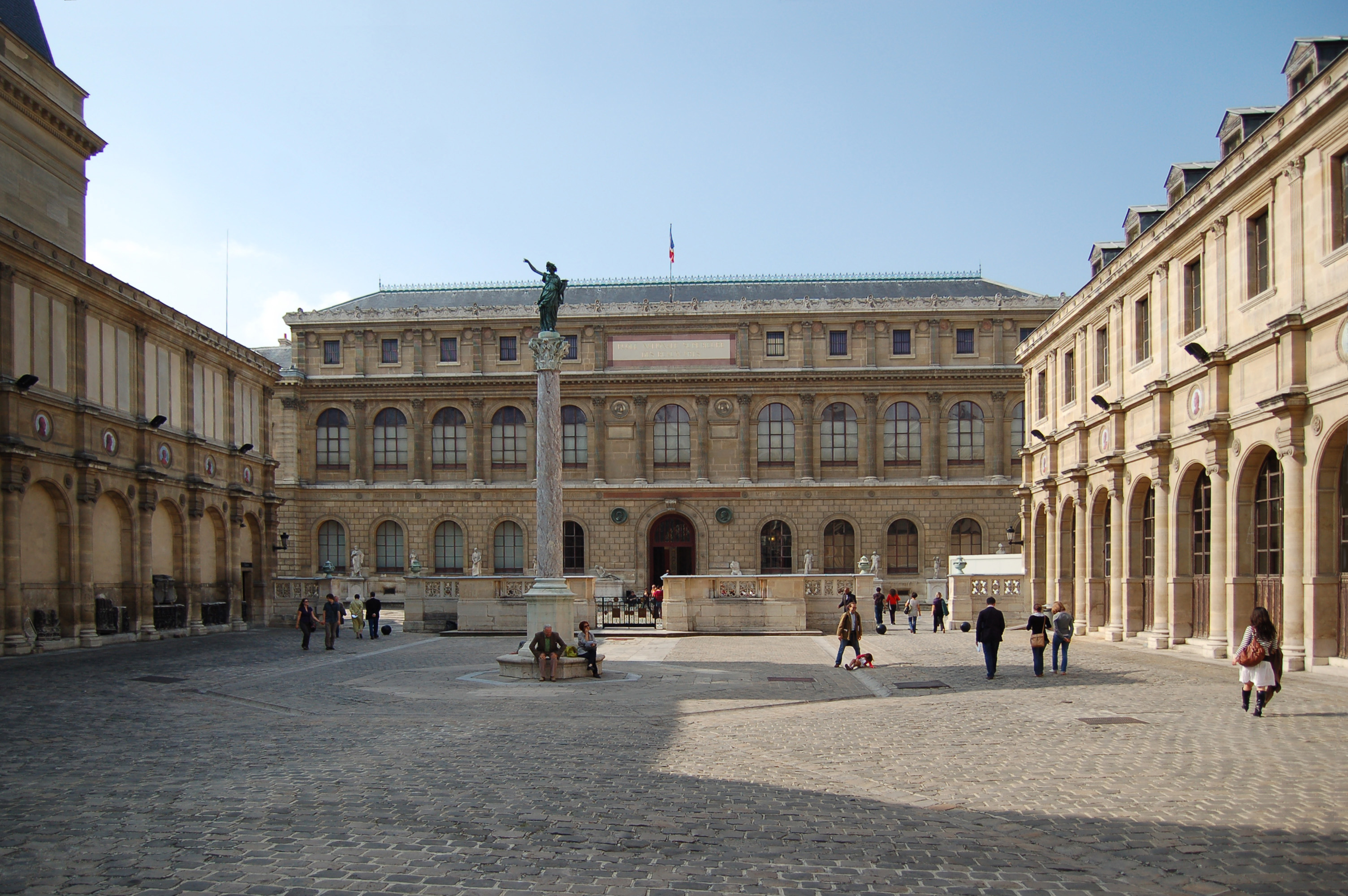
Die École nationale supérieure des beaux-arts gilt als die wichtigste Hochschule der Künste Frankreichs

- Université Paris II Panthéon-Assas
- Université Paris Cité
- Faculté de médecine de Paris
- École nationale supérieure des beaux-arts
- École des hautes études en sciences sociales (EHESS)
- École nationale supérieure des mines de Paris
- Institut catholique de Paris

- Collège Stanislas
- Collège Notre-Dame de Sion
- Lycée Montaigne
- Lycée Saint-Louis
- Lycée Fénelon
- École alsacienne

## Literarische Bedeutung
Der Nestor-Burma-Roman La nuit de Saint-Germain-des Prés (dt. Die Nächte von St. Germain) von Léo Malet spielt im 6. Arrondissement.